# Basilea
Basilea (AFI: /baziˈlɛa/; in tedesco e ufficialmente Basel [ˈbaːzl̩]; in francese Bâle [bɑːl]; in romancio: Basilea) è una città della Svizzera di 177 654 abitanti. È la terza città per popolazione della Svizzera, dopo Zurigo e Ginevra. È la capitale del Canton Basilea Città, per quanto alcuni dei suoi sobborghi facciano parte del cantone di Basilea Campagna o dei cantoni di Argovia e Soletta.
Basilea viene comunemente considerata come la capitale culturale della Svizzera. La città è rinomata per i suoi vari musei di fama mondiale, dal Kunstmuseum, prima collezione d'arte d'Europa accessibile al pubblico (1661), allo Schaulager, costruito dagli architetti basilesi Herzog & de Meuron, al Museo d'arte contemporanea di Basilea, primo museo del suo tipo d'Europa. La città è inoltre nota per il suo carnevale (Patrimonio dell'umanità UNESCO) e per la manifestazione di arte contemporanea "Art Basel".
La città di Basilea è la seconda piazza economica della Svizzera dopo la città di Zurigo e ha il PIL pro capite più alto del paese, davanti ai cantoni di Zugo e Ginevra. Basilea è uno dei centri mondiali dell'industria farmaceutica: in termini di valore, oltre il 94% delle esportazioni di merci di Basilea-Città sono nel settore chimico e farmaceutico. Infatti, la Novartis è proprio un'azienda farmaceutica, proveniente da Basilea.
Insieme agli impianti di produzione situati nella vicina Schweizerhalle, Basilea rappresenta il 30% delle esportazioni svizzere e genera un terzo del prodotto nazionale lordo. Più di 30 multinazionali farmaceutiche hanno sede nei pressi della città. La città costituisce l'ultimo porto fluviale accessibile ai natanti da trasporto di grandi dimensioni provenienti dal Mare del Nord.
Vi ha sede la più antica università della Svizzera (1460), che durante i secoli è stata frequentata da Erasmo da Rotterdam, Paracelso, Friedrich Nietzsche, Karl Jaspers, Karl Barth, Jeanne Hersch e il Premio Nobel per la Chimica Tadeus Reichstein. Fu anche patria del celebre Jakob Bernoulli, Johan Bernoulli e di tutta la famiglia che contribuì allo sviluppo di teorie in ambito matematico e scientifico. Nel 1897 nella città di Basilea ebbe luogo anche il Primo Congresso Sionista mondiale, fino alla creazione dello stato d'Israele nell'anno 1948; il congresso avrà luogo a Basilea in tutto per dieci volte, cioè più che in ogni altra città del mondo. Per di più in città si trova la sede mondiale della Banca dei regolamenti internazionali.
Insieme alle città di Zurigo e Ginevra viene contata fra le città con la qualità di vita più alte del mondo.

## Geografia fisica

### Territorio
La città di Basilea si trova nel nord della Svizzera ed è ampiamente considerata la capitale della Svizzera nordoccidentale. Si trova al confine con la Francia e con la Germania. La città si estende su entrambe le sponde del Reno che qui forma un'ansa lasciando la Mittelland (Terra di mezzo) per la Fossa Renana, una pianura che si estende verso nord tra i Vosgi e la Foresta Nera. In città inoltre il fiume Birsig confluisce nel Reno.
Il comune confina al nord con i comuni di Huningue (Francia) e Weil am Rhein (Germania), ad est con Riehen, Birsfelden e Muttenz, a sud con Münchenstein, Reinach, Bottmingen e Binningen, e ad ovest con Allschwil e Saint-Louis (Francia).

### Clima
Secondo la classificazione dei climi di Köppen Basilea ha un clima oceanico di tipo Cfb. La città si trova in uno dei punti più bassi della Svizzera, di conseguenza il clima è più mite rispetto ad altre città, gli inverni sono meno rigidi e con una temperatura media annuale di 10,5 °C è una delle città svizzere più calde. Le precipitazioni sono regolari tutto il tempo dell'anno, anche se più frequenti in primavera ed estate. Gli inverni sono generalmente piuttosto freddi, con massime comprese tra 3 e 6 °C e minime tra −3 °C e −16 °C in gennaio. Nevicate e gelate sono frequenti, con temperature che talvolta scendono a −10 °C nel periodo che va da dicembre a marzo, mentre le estati sono moderatamente calde, con massime in luglio, mese più caldo, comprese tra 24 e 27 °C. Il 2 luglio 1952 venne misurata a Basilea la temperatura di 39,0 °C che è stata fino al 2003 la temperatura più calda mai registrata in Svizzera.
| Dati meteo di Basel/Binningen (1981–2010) | Mesi | Mesi | Mesi | Mesi | Mesi | Mesi | Mesi | Mesi | Mesi | Mesi | Mesi | Mesi | Stagioni | Stagioni | Stagioni | Stagioni | Anno  |
| Dati meteo di Basel/Binningen (1981–2010) | Gen  | Feb  | Mar  | Apr  | Mag  | Giu  | Lug  | Ago  | Set  | Ott  | Nov  | Dic  | Inv      | Pri      | Est      | Aut      | Anno  |
| ----------------------------------------- | ---- | ---- | ---- | ---- | ---- | ---- | ---- | ---- | ---- | ---- | ---- | ---- | -------- | -------- | -------- | -------- | ----- |
| T. max. media (°C)                        | 4,5  | 6,4  | 11,2 | 15,2 | 19,6 | 22,9 | 25,3 | 24,7 | 20,3 | 15,2 | 8,7  | 5,2  | 5,4      | 15,3     | 24,3     | 14,7     | 14,9  |
| T. media (°C)                             | 1,6  | 2,7  | 6,6  | 10,0 | 14,2 | 17,4 | 19,7 | 19,1 | 15,1 | 10,9 | 5,5  | 2,6  | 2,3      | 10,3     | 18,7     | 10,5     | 10,4  |
| T. min. media (°C)                        | −1,1 | −0,5 | 2,5  | 5,1  | 9,2  | 12,4 | 14,5 | 14,2 | 10,9 | 7,4  | 2,7  | 0,1  | −0,5     | 5,6      | 13,7     | 7,0      | 6,5   |
| Precipitazioni (mm)                       | 47   | 45   | 55   | 64   | 99   | 86   | 91   | 80   | 78   | 73   | 59   | 66   | 158      | 218      | 257      | 210      | 843   |
| Giorni di pioggia                         | 9,3  | 8,4  | 9,8  | 10,2 | 12,4 | 10,9 | 10,2 | 9,9  | 8,8  | 10,1 | 10,0 | 10,4 | 28,1     | 32,4     | 31,0     | 28,9     | 120,4 |
| Nevicate (cm)                             | 8,9  | 11,5 | 4,6  | 0,7  | 0,0  | 0,0  | 0,0  | 0,0  | 0,0  | 0,1  | 2,6  | 8,5  | 28,9     | 5,3      | 0,0      | 2,7      | 36,9  |
| Ore di soleggiamento mensili              | 71   | 86   | 125  | 153  | 176  | 196  | 224  | 210  | 159  | 113  | 71   | 54   | 211      | 454      | 630      | 343      | 1 638 |

## Storia
Le origini storiche di Basilea risalgono almeno all'insediamento di epoca romana che va sotto il nome di Augusta Raurica, fondato nel 44 a.C. dal generale Lucio Munazio Planco. Recentemente, peraltro, sono state rinvenute tracce di un insediamento celtico più antico del castrum romano. La posizione geografica della città, lungo il corso del Reno, è stata a lungo un elemento che ne ha determinato l'importanza, tanto che dopo l'abbandono degli Agri decumates sotto Gallieno nel 260, qui fu insediato un forte ausiliario.
- A partire dal 999 Basilea è stata governata dai Principi-Vescovi.
- Nel 1019 venne iniziata la costruzione della cattedrale (Münster), sotto la guida dell'imperatore tedesco Enrico II.
- Nel periodo 1225-1226 il vescovo Enrico di Thun costruì il ponte sul Reno e venne fondata la testa di ponte chiamata Kleinbasel (piccola Basilea) a protezione dell'opera.
- Nel 1356 un terremoto causò gravissimi danni alla città e alla regione circostante per un raggio di 15–30 km, distruggendo numerosi castelli nei dintorni. Tale evento stimolò il trasferimento delle corti nobiliari all'interno della città, in alternativa alla ricostruzione dei castelli, ottenendo in cambio la protezione della città stessa. La famiglia De Bâle si trasferì e partecipò alla ricostruzione, pur stabilendosi nel Basel-Land.
- La città divenne il centro della cristianità occidentale nel XV secolo grazie al Concilio di Basilea (1431-1449), che diede luogo anche all'elezione dell'antipapa Felice V.
- Nel 1460 papa Pio II riconobbe l'università di Basilea, nella quale insegnarono poi studiosi quali Erasmo da Rotterdam, Paracelso e Hans Holbein il Giovane. Nello stesso periodo alcuni apprendisti di Johannes Gutenberg introdussero in città la stampa a caratteri mobili. La società editrice Schwabe, fondata da Johannes Petri nel 1488, è la più antica casa editrice ancora in attività. Anche lo stampatore Johann Froben, noto per aver pubblicato le opere di Erasmo, aveva la sua attività a Basilea.
- Nel 1495 Basilea venne aggregata al circolo imperiale dell'Alto Reno e il suo vescovo entrò a far parte del Collegio dei Principi Ecclesiastici.
- Nel 1500 terminò la costruzione della cattedrale.
- Nel 1501 la città abbandonò di fatto il Sacro Romano Impero per diventare l'undicesimo Stato della Confederazione Svizzera e iniziò la costruzione del municipio. Il vescovo continuò ad avere la propria sede a Basilea fino alla riforma di Giovanni Ecolampadio (1529). Il bastone vescovile è ancor oggi presente nello stemma della città.
- Nel 1543 Andrea Vesalio stampò a Basilea il De Humanis Corporis Fabrica, il più antico libro di anatomia mai pubblicato.
- Nel 1662 il gabinetto Amerbach costituì la prima raccolta ed esposizione pubblica di opere d'arte, che in seguito diverrà il nucleo centrale del museo d'arte di Basilea.
- Nel 1795 la Pace di Basilea (Friede von Basel) terminò la guerra tra la Francia, la Spagna e la Prussia
- Nel 1897 a Basilea ebbe luogo il primo congresso sionista mondiale (Creazione di un fondo nazionale, più tardi Banca Leumi)
- Nel 1908 ha inglobato il comune soppresso di Kleinhüningen.[15]
- Nel 1930 Basilea viene scelta come sede centrale della Banca dei regolamenti internazionali
- Nel 1939 il Museo d'Arte di Basilea (Kunstmuseum) comprò e salvò un gran numero di opere di cosiddetta 'arte degenerata' in Germania. Tra le varie opere si trovano i lavori di Marc Chagall, André Derain, Paula Modersohn-Becker, Paul Klee, Otto Dix e Franz Marc.

## Monumenti e luoghi d'interesse

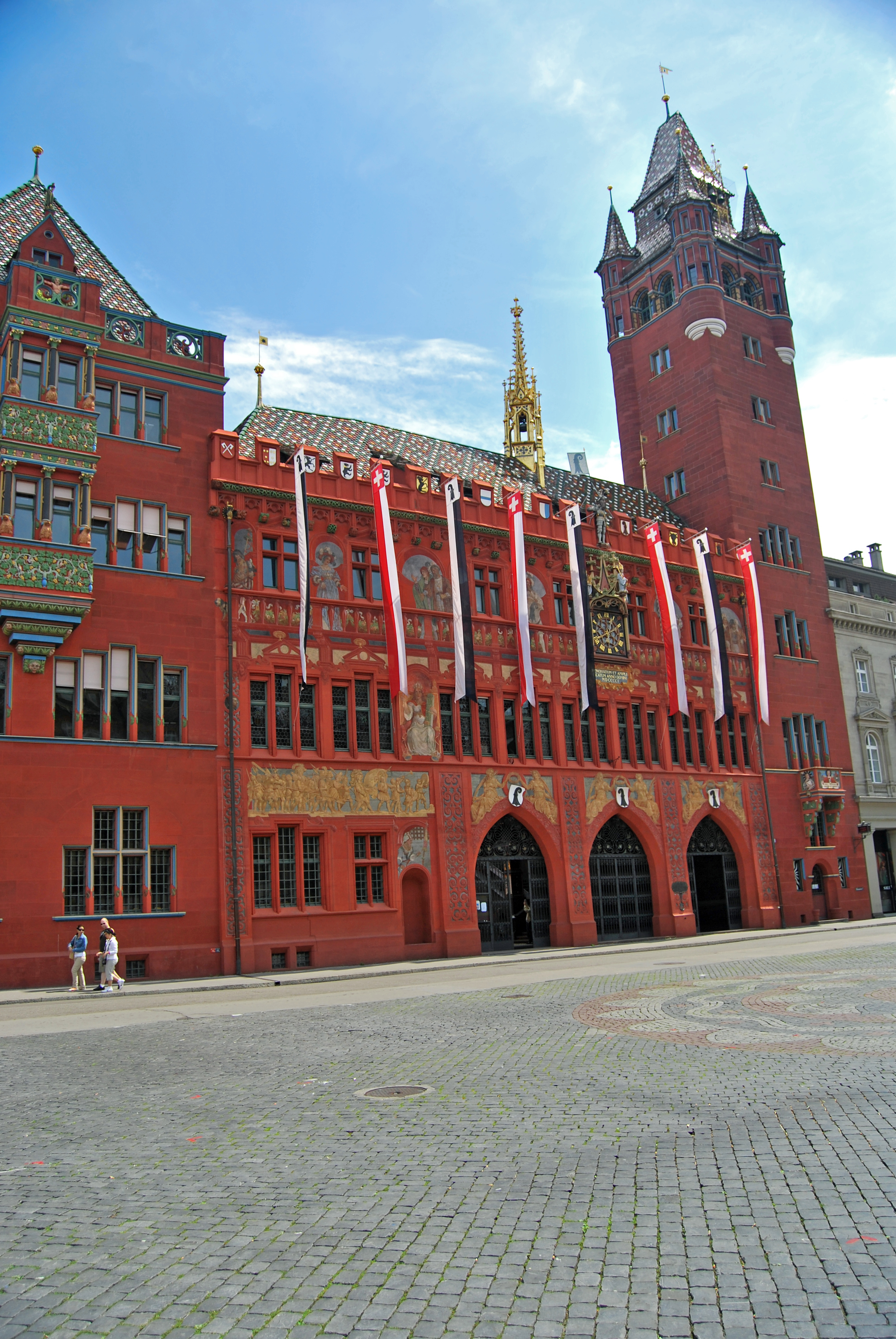
Municipio di Basilea, con i freschi di Hans Holbein il Giovane per l'entrata della città nella Vecchia Confederazione Svizzera (1501)

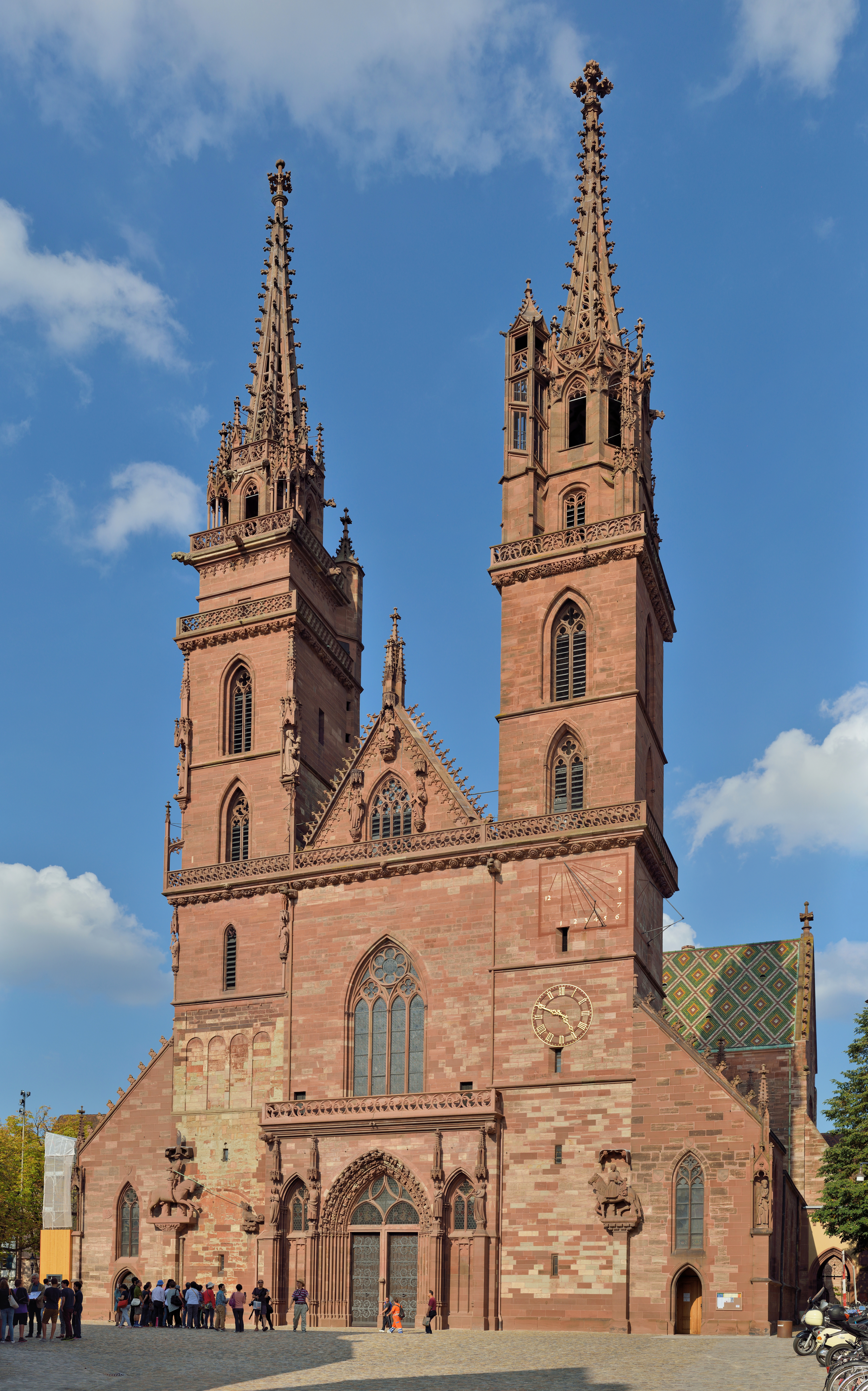
Münster di Basilea

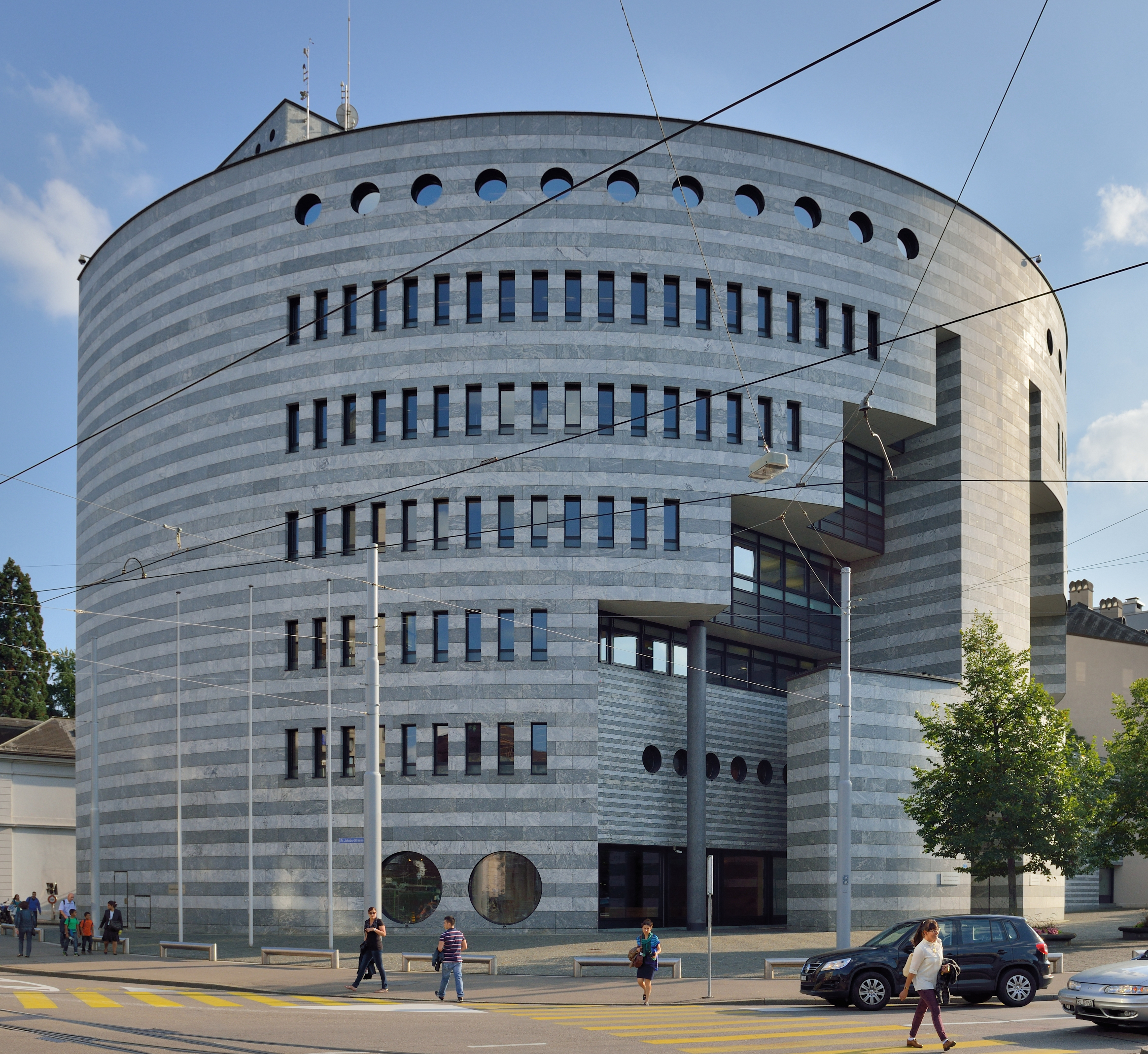
La Botta-Bau, sede della BRI

Il pittoresco municipio (Rathaus, in tedesco, detto "Roothuus" nel dialetto locale) costruito tra il 1504 e il 1514, in pietra arenaria di colore rosso scuro, caratterizza la frequentatissima piazza del mercato (Marktplatz).
La romanica Cattedrale (Münster), con le sue due torri irregolari, costituisce un monumento architetturale sopravvissuto al terremoto medievale. Al suo interno si trova la tomba di Erasmo da Rotterdam.
Nel quartiere di Gundeldingen è presente il Castello di Gundeldingen.
Basilea ospita inoltre costruzioni di architetti internazionalmente riconosciuti. In città si trovano opere di Mario Botta (museo Jean Tinguely e una sede della Banca dei regolamenti internazionali, la Botta-Bau) e dello studio Herzog & de Meuron (stadio di calcio St. Jakob-Park, area fieristica), oltre a edifici di Richard Meier e Donald Judd. Fuori città, a Riehen (Canton Basilea Città) si trova la sede della Fondazione Beyeler realizzata da Renzo Piano. A Münchenstein (Canton Basilea Campagna) lo Schaulager di Herzog & de Meuron. Presso Weil am Rhein (Germania) si trova il complesso Vitra costituito da costruzioni di Zaha Hadid (Vitra Fire Station), Frank Gehry (museo del design e stabilimenti produttivi), Tadao Andō (centro congressi), Herzog & de Meuron (VitraHaus), Jean Prouvé (stazione di rifornimento), Jasper Morrison (fermata autobus).
Significativa nel tessuto cittadino è anche la Fontana del Basilisco; raffigura il leggendario animale araldico della città, e mostra lo stemma cittadino con il bastone pastorale.
L'Hôtel Les Trois Rois, inaugurato nel 1681 fu ricostruito in stile neoclassico nel 1844 e durante i suoi quattro secoli di storia Voltaire, Napoleone Bonaparte, la regina Elisabetta II, Pablo Picasso e molte altre persone famose.

## Società

### Evoluzione demografica
L'evoluzione demografica è riportata nella seguente tabella:
Abitanti censiti

## Cultura
Basilea è, dal punto di vista delle attività culturali, una delle città più importanti d'Europa.
Nel 1997 si è battuta per diventare la "Capitale Europea della Cultura". La città ospita, dal 1992, il Festival europeo dei cori giovanili ed è rappresentata in tale manifestazione dal locale Coro di Ragazzi di Basilea.
La città è anche conosciuta per "L'Elite di Basilea" (detta anche "Daig" nel dialetto locale): l'alta società. Anche se tecnicamente la Svizzera non può avere una nobiltà, perché non è mai stata una monarchia, l'Elite di Basilea è la cosa che più le si avvicina, ed è rappresentata come tale dalla familiarità con le antiche aristocrazie delle nazioni confinanti.
Negli anni sessanta la città, con un referendum comunale, decise di comprare varie opere di Pablo Picasso dall'industriale Basilese Peter G. Staechelin, che aveva intenzione di vendere le sue opere dopo qualche difficoltà economica. Dopo vari mesi di campagna elettorale la popolazione della città decise di comprare le opere con un credito di 44 milioni di franchi e Picasso in ritorno, dalla sua collezione privata, volle regalare alla città quattro opere in più. I cittadini di conseguenza decisero di dedicare la piazza presso il Museo d'Arte all'artista.
A Basilea nella notte di San Silvestro del 1924 gli artisti espressionisti Albert Müller (1897-1926), August Hermann Scherer (1893-1927) e Paul Camenisch (1893-1970) fondarono il gruppo Rot-Blau.
Nel 2017 ha ospitato l'incontro dei giovani europei organizzato dalla comunità ecumenica di Taizé.

### Istruzione
Basilea ospita la più antica università della Svizzera, l'Università di Basilea, fondata nel 1460. Erasmo da Rotterdam, Paracelso, Daniel Bernoulli, Leonhard Euler, Friedrich Nietzsche, Carl Gustav Jung, Karl Jaspers, Jeanne Hersch e Tadeus Reichstein lavorarono qui. Più recentemente ha acquisito rilievo il suo lavoro sulla medicina tropicale. Inoltre anche il Politecnico federale di Zurigo (ETH) mantiene una sede universitaria a Basilea.
Basilea è famosa per le varie società scientifiche, come la Società Entomologica di Basilea (Entomologische Gesellschaft Basel, EGB) che ha celebrato il suo centesimo anniversario nel 2005. La città è inoltre conosciuta per il suo conservatorio, dove fra l'altro insegna il pianista e direttore d'orchestra polacco Krystian Zimerman.

#### Musei
I musei di Basilea offrono un'ampia e variegata gamma di collezioni, il cui il fulcro è rappresentato dalle arti figurative. Essi sono circa quaranta (si tratta di una densità straordinariamente elevata rispetto ad altre città della stessa grandezza), e ogni anno vengono frequentati da oltre un milione di visitatori.

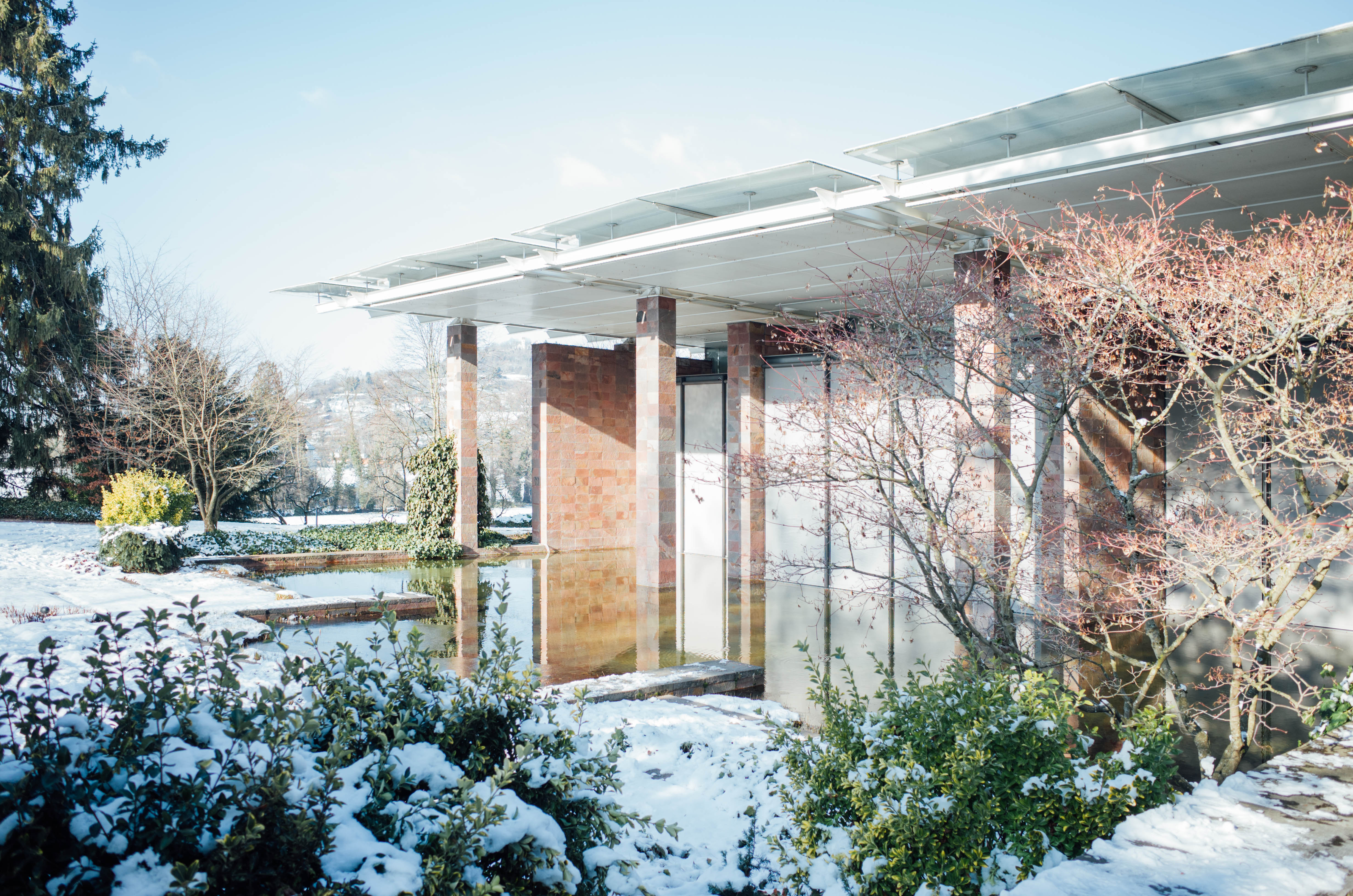
La Fondazione Beyeler, di Renzo Piano

I musei, che rappresentano una parte considerevole della cultura e della politica culturale basilese, si basano su una tradizione di attività di raccolta e di promozione culturale private e pubbliche strettamente correlate, risalente fino al XVI secolo. La collezione pubblica del museo è nata nel 1661 ed è la più antica ininterrottamente esistente di proprietà di una comunità borghese. Dalla fine degli anni ottanta sono state rese accessibili diverse collezioni private in nuovi edifici, i quali riscuotono particolari consensi per le loro caratteristiche di architettura museale d'avanguardia.
- Fondazione Beyeler (a Riehen)
- Kunsthalle Basel
- Mulino della carta di Basilea

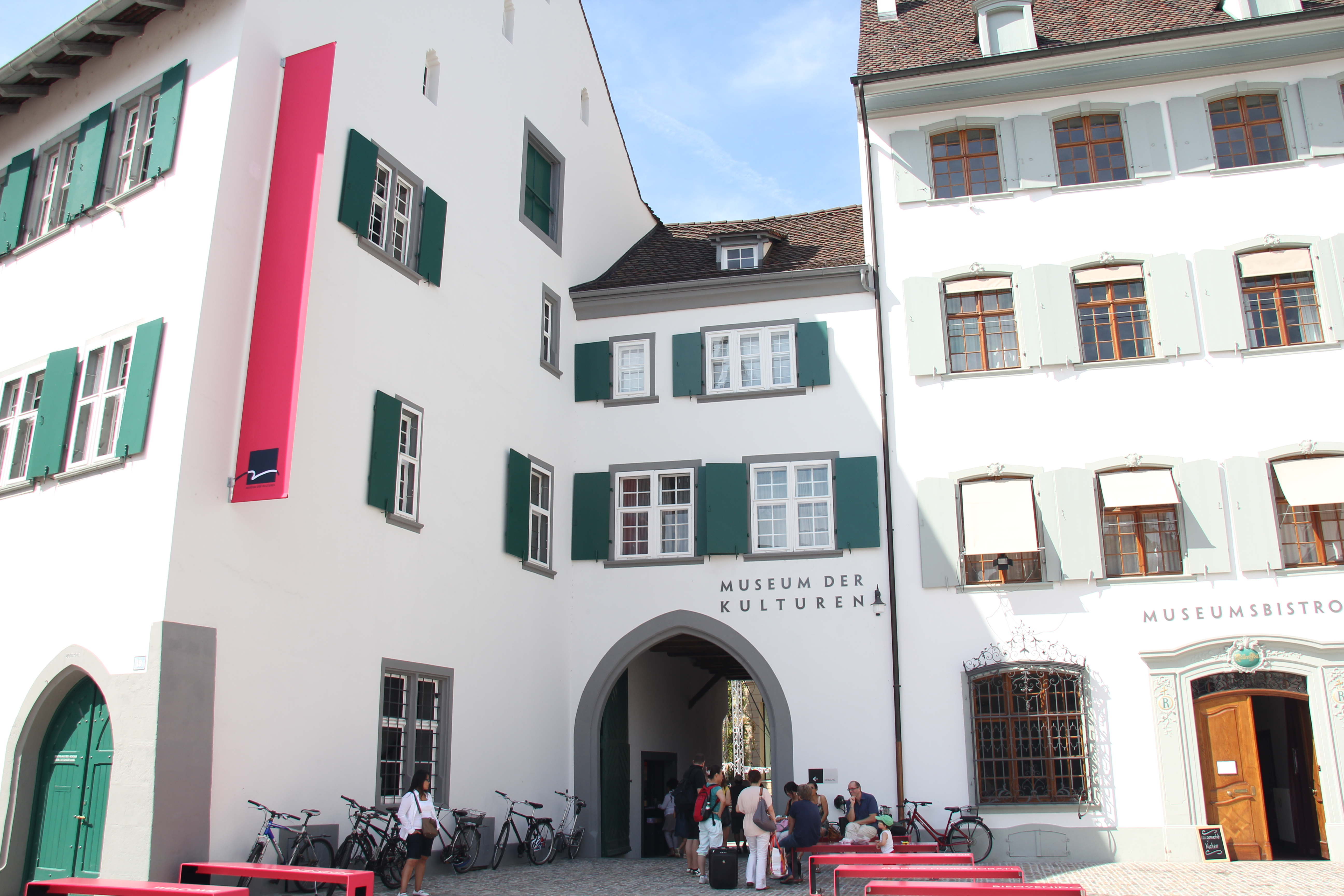
Entrata al museo delle culture

- Museo della caricatura e dei cartoni animati di Basilea
- Museo della musica
- Museo d'arte
- Museo d'arte contemporanea di Basilea
- Museo Basler Papiermühle
- Museo delle antichità di Basilea con la Collezione Ludwig
- Museo delle bambole
- Museo delle culture di Basilea
- Museo di scienze naturali di Basilea
- Museo di storia della farmacia
- Museo storico di Basilea
- Museo svizzero di architettura
- Museo Tinguely
- Schaulager (a Münchenstein)
- Vitra Design Museum
- Museo Ebraico della Svizzera (primo museo ebraico nello spazio linguistico germanofono dopo la Seconda guerra mondiale)

### Media
La Basler Zeitung è il quotidiano, mentre Tageswoche il settimanale locale (2011-2018).
Tele Basel è la TV locale.
Radio Basilisk e Radio Energy Basel sono le principali radio locali.

### Eventi

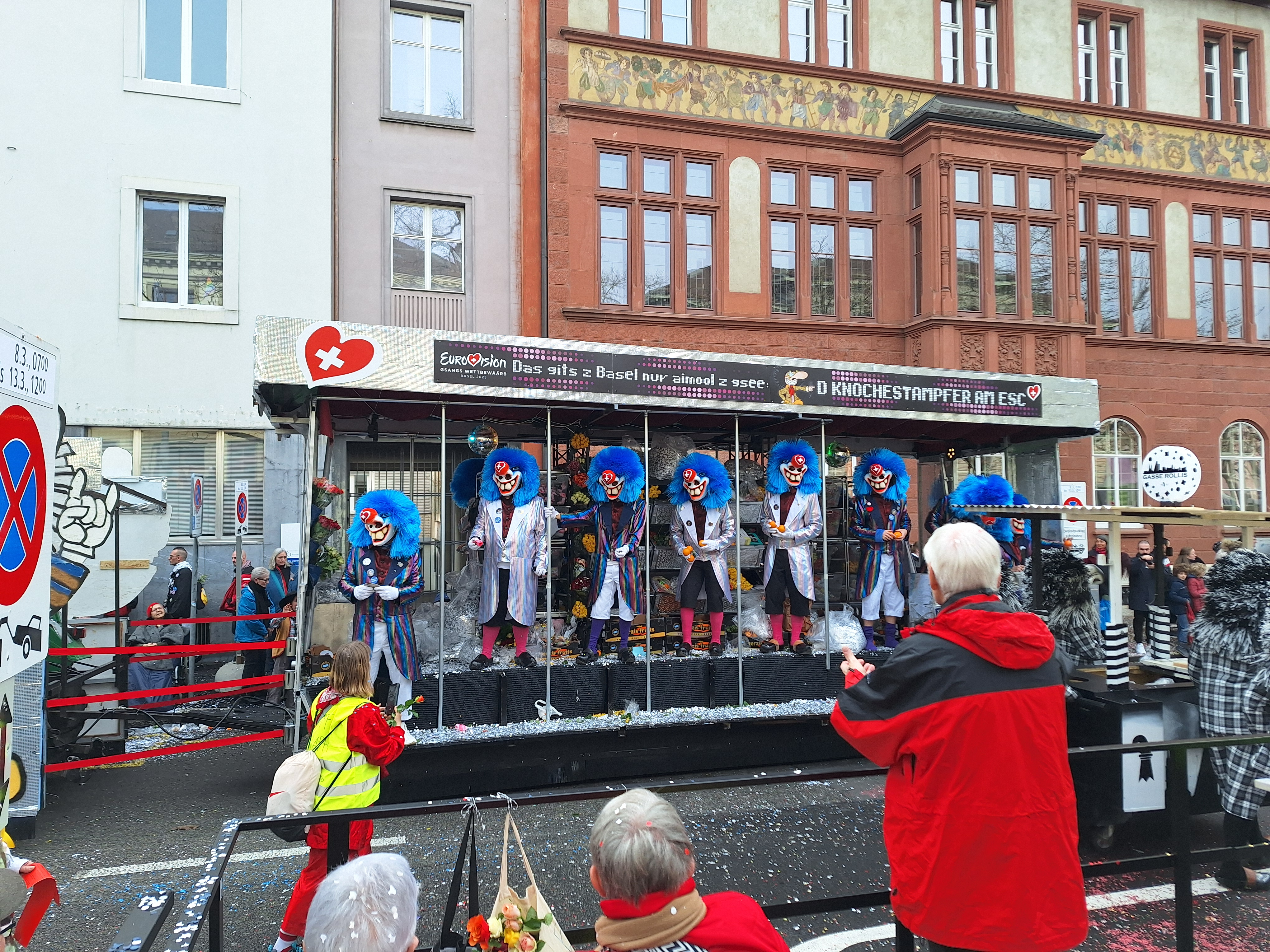
Carro al corteo del Carnevale di Basilea con il motivo ESC 2025 Basel

Il carnevale della città di Basilea (Basler Fasnacht) è il maggior evento culturale dell'anno, nel 2017 è stato dichiarato Patrimonio dell'umanità dall'UNESCO. Il carnevale è il più importante della Svizzera e attira una grande folla da ogni parte del mondo ogni anno nonostante il fatto che inizi alle quattro del mattino (Morgestraich) e dura esattamente per 72 ore ospitando varie parate. Per maggiori informazioni si veda anche. 
Un altro evento importante è la Basler Herbstmesse che è molto di più di una festa popolare o di un semplice luna-park. L'appuntamento per questa manifestazione è in alcune piazze del centro cittadino e in uno dei capannoni della fiera campionaria. I numerosi carretti che offrono un'ampia gamma di specialità gastronomiche, dalle mandorle tostate ai würstel grigliati, o il variopinto mercato della Petersplatz sono la delizia di ogni visitatore.
Dal 1970 a giugno Basilea ospita un'importante fiera d'arte, Artbasel. Alla fine degli anni novanta il momento espositivo all'interno della fiera dal titolo "Video Forum" era dedicato all'interazione dell'arte con i media tecnologici e soprattutto alla videoarte; in seguito ha preso il via "Art Unlimited" che dà spazio a installazioni di dimensioni elevate realizzate attraverso l'uso dei più diversi mezzi espressivi. Dal 2002 la fiera di Basilea realizza anche un'edizione invernale che si svolge ogni anno in dicembre a Miami Beach, col nome di Art Basel Miami Beach.

## Geografia antropica

### Quartieri
Basilea non è suddivisa in contee, distretti o borghi ufficiali ma in quartieri non ufficiali. Ci sono 19 quartieri; i comuni di Riehen e Bettingen non sono inclusi.

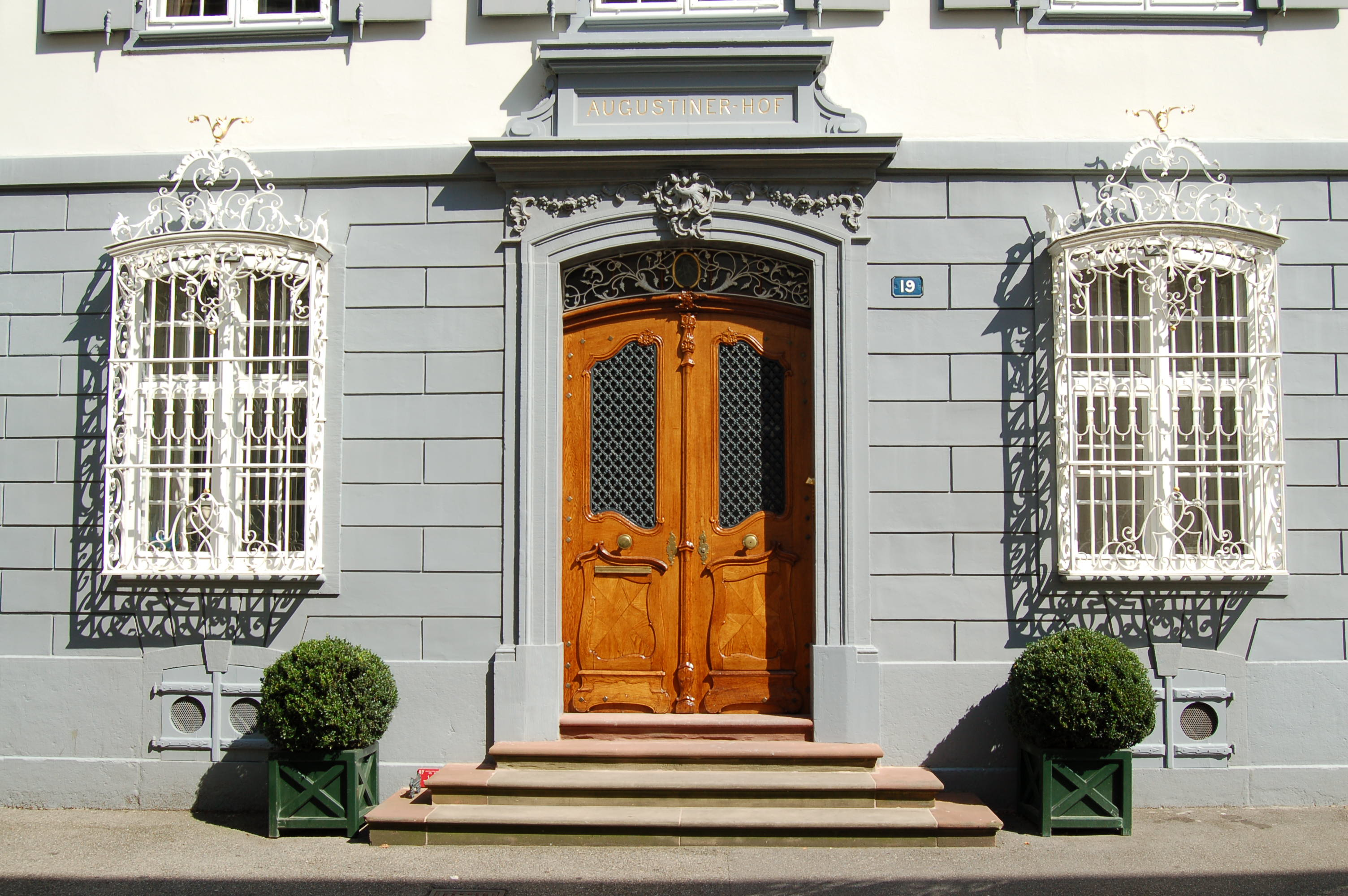
Ingresso di un palazzo residenziale, Münsterberg

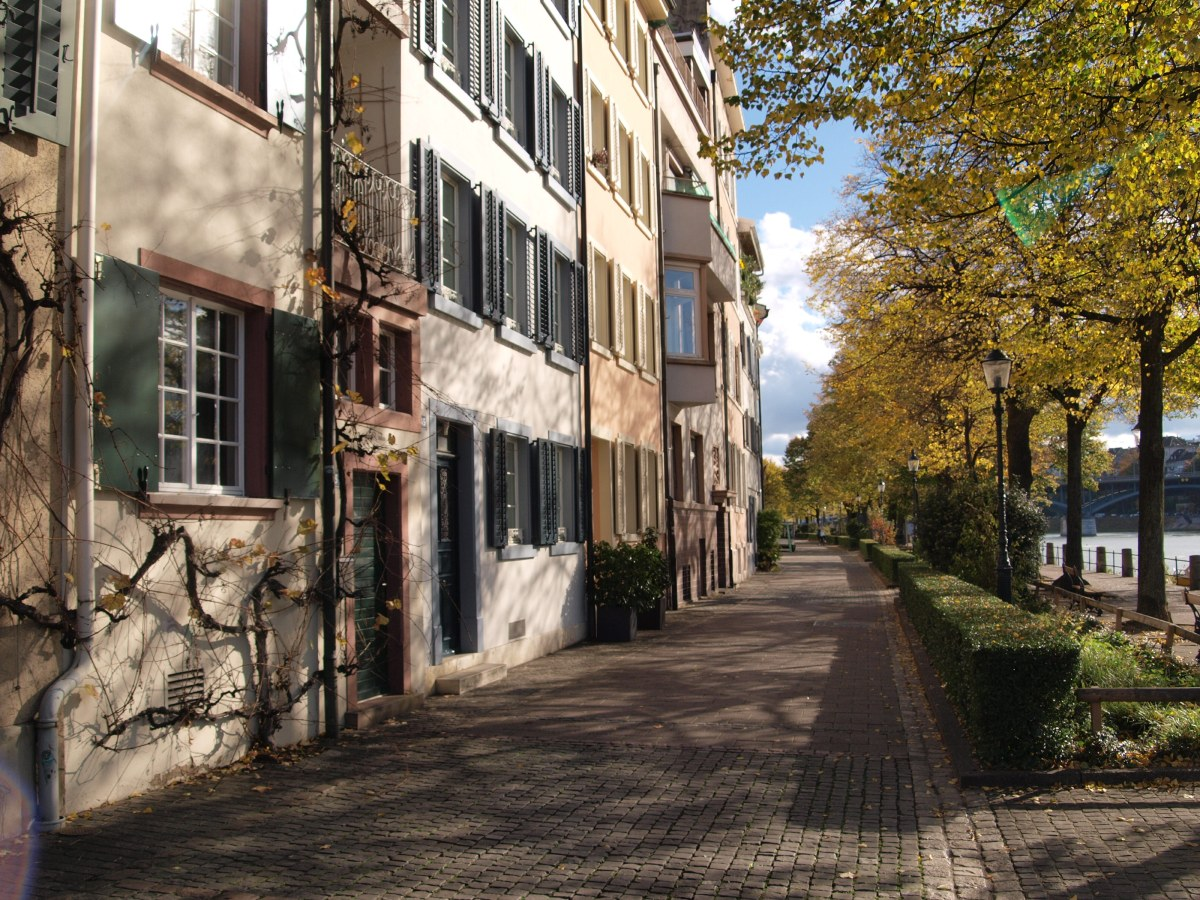
Oberer Rheinweg, Kleinbasel

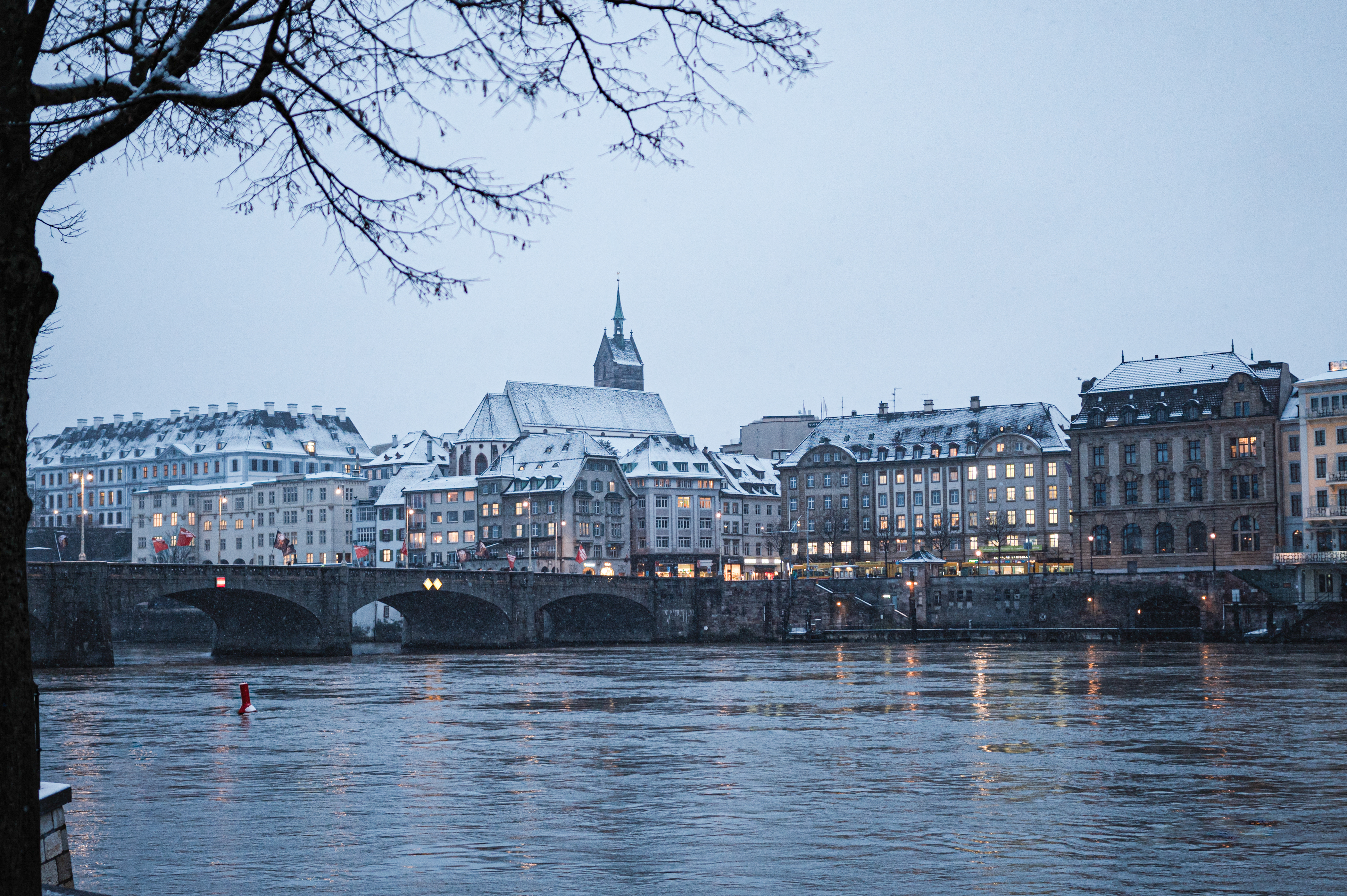
"Mittlere Rheinbrücke" e il "Münsterhügel" nella Basilea invernale (2021)[https://www.fotoman.ch

| Quartiere                        | ha     |  | Quartiere                        | ha       |  |  |
| -------------------------------- | ------ |  | -------------------------------- | -------- |  |  |
| Quartiere centrale di Grossbasel | 37,63  |  | Quartiere centrale di Kleinbasel | 24,21    |  |  |
| Sobborgo                         | 89,66  |  | Clara                            | 23,66    |  |  |
| Am Ring                          | 90,98  |  | Wettstein                        | 75,44    |  |  |
| Breite                           | 68,39  |  | Hirzbrunnen                      | 305,32   |  |  |
| St. Alban                        | 294,46 |  | Rosental                         | 64,33    |  |  |
| Gundeldingen                     | 123,19 |  | Matthäus                         | 59,14    |  |  |
| Bruderholz                       | 259,61 |  | Klybeck                          | 91,19    |  |  |
| Bachletten                       | 151,39 |  | Kleinhüningen                    | 136,11   |  |  |
| Gotthelf                         | 46,62  |  | Città di Basilea                 | 2 275,05 |  |  |
| Iselin                           | 109,82 |  | Riehen                           | 1 086,10 |  |  |
| St. Johann                       | 223,90 |  | Bettingen                        | 222,69   |  |  |
|                                  |        |  | Cantone di Basilea-Città         | 3583,84  |  |  |

## Economia

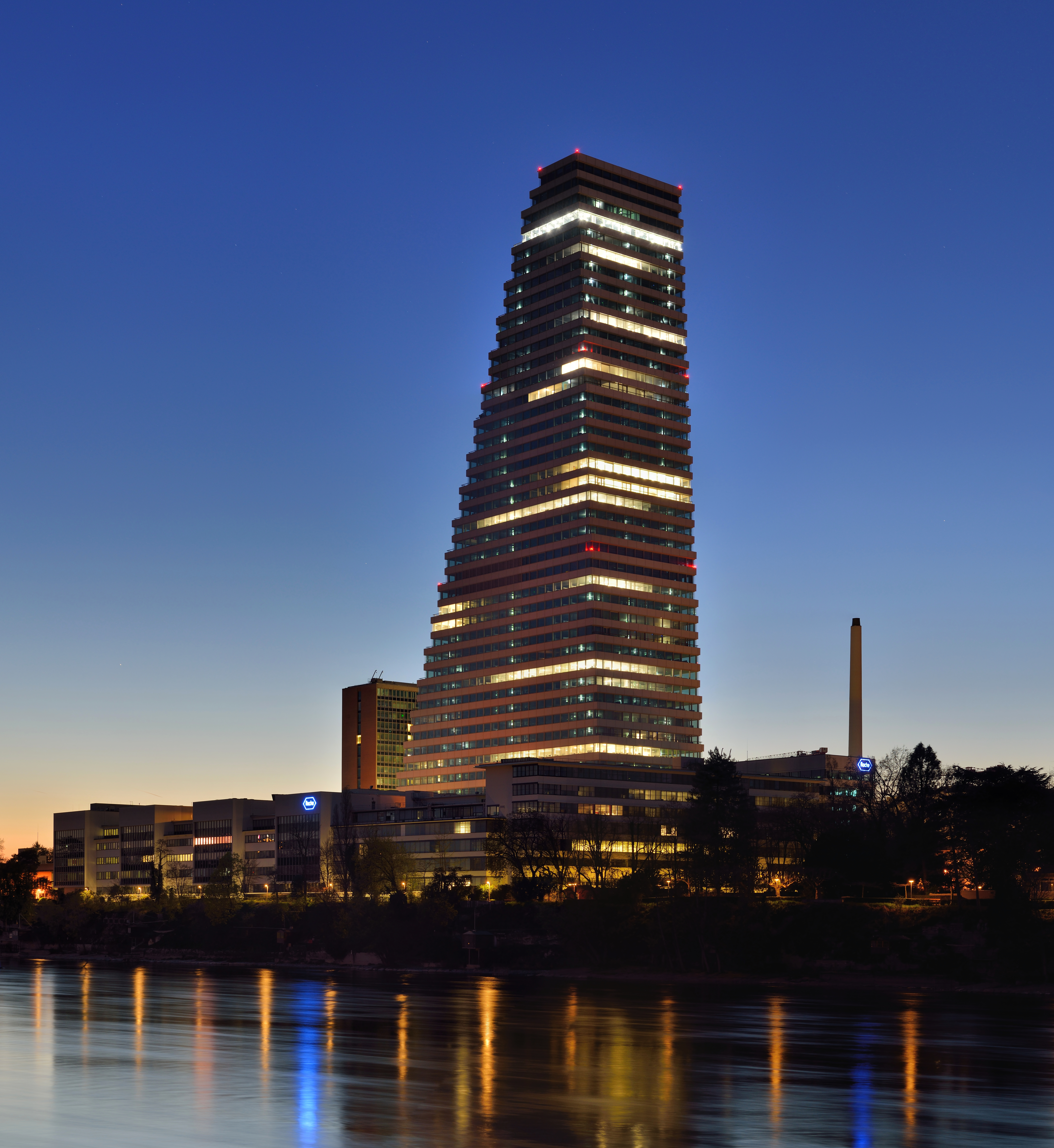
Fino al 2016 la Roche Tower-1 era l'edificio più alto della Svizzera

La regione di Basilea che si trova nel punto d'incontro di tre paesi è una delle aree economiche più dinamiche dell'intera Svizzera. Nel corso del tempo Basilea ha sempre servito come punto d'accesso della Svizzera al resto dell'Europa.
Una fiera federale svizzera a cadenza annuale (Mustermesse) si svolge a Kleinbasel sulla riva destra del Reno. Tra le altre importanti manifestazioni fieristiche troviamo "BaselWorld" (orologi e preziosi), ed "Art Basel" (arte contemporanea).
L'industria chimica svizzera opera largamente da Basilea con Novartis, Syngenta, Clariant e Hoffmann-La Roche che hanno qui la loro sede. Il celebre chimico Albert Hofmann, membro del comitato del Nobel e votato al primo posto nella classifica dei più grandi geni del Ventesimo secolo viveva e lavorava a Basilea, in forze alla Sandoz (oggi Novartis).
Farmaceutica e chimica specializzata sono diventate il fulcro moderno della produzione industriale della città. Alcune delle principali scoperte dell'industria chimica cittadina comprendono Valium, DDT, Araldite e LSD.
L'importanza delle banche ebbe inizio quando la Banca dei Regolamenti Internazionali aprì i suoi uffici in città nel 1930. L'associazione svizzera dei banchieri (ASdB) è stata fondata a Basilea nel 1912 e da allora ha mantenuto la sua sede nella città.
Oltre alla banca UBS AG anche la banca WIR mantiene i suoi uffici centrali a Basilea, dando alla finanza un ruolo cardine nell'economia locale. L'innovativa industria finanziaria di Basilea comprende istituzioni come il Comitato di Basilea sulla supervisione bancaria. Responsabile per gli Accordi di Basilea, questa organizzazione ha cambiato radicalmente la gestione del rischio. In città ha la sede principale anche la compagnia assicuratrice Bâloise.
La Coop-Svizzera, il numero due della grande distribuzione al dettaglio in Svizzera, nonché la catena di grandi magazzini Manor hanno la loro sede direzionale nella città renana. A Basilea e dintorni risiedono anche alcune delle più importanti aziende elvetiche come Novozymes, Lonza ed Actelion (Life Sciences), Bell (carni), Panalpina (logistica), Straumann (implantologia dentale).
Varie grandi aziende svizzere hanno la loro sede centrale a Basilea come la multinazionale del tabacco Davidoff, la Swiss International Air Lines principale compagnia aerea del paese o le compagnie assicuratrici Bâloise e Helvetia Assicurazioni.

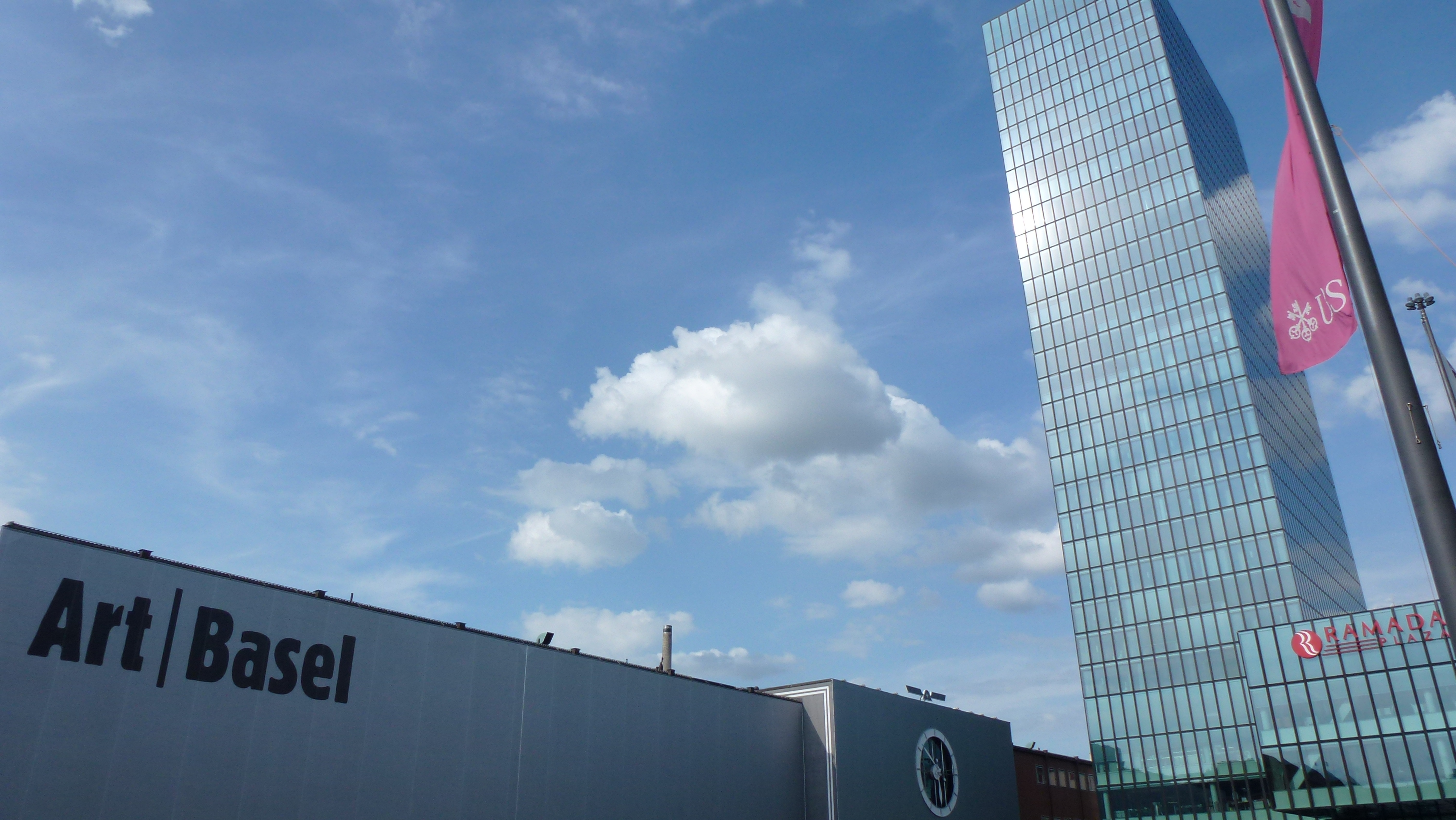
Ingresso della fiera Art Basel

Basilea ha la costruzione abitata più alta della Svizzera, la Roche Tower alta 178 metri così come la costruzione non abitata più alta della Svizzera l'antenna televisiva St. Chrischona alta 250 metri.

## Infrastrutture e trasporti

### Ferrovie e porti

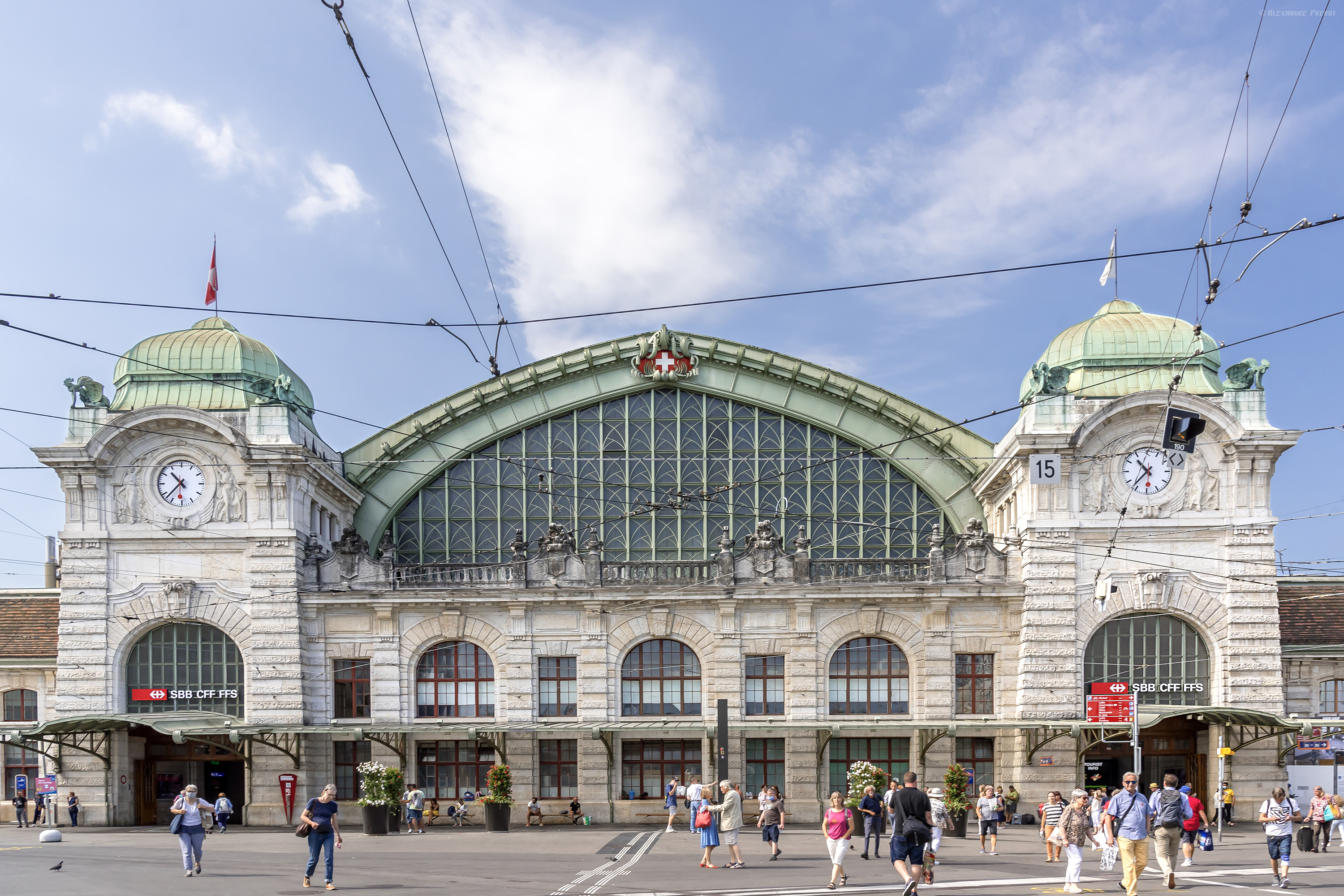
Stazione di Basilea FFS.

Basilea detiene da tempo un ruolo importante come snodo ferroviario. Nel 1956 Basilea fu scelta come sede dell'Eurofima (Società europea per il finanziamento del materiale ferroviario).
Tre stazioni ferroviarie — quelle delle linee tedesche, francesi e svizzere — si trovano all'interno della città. Quella delle ferrovie svizzere, Basel SBB e quella delle ferrovie francesi, in realtà, condividono lo stesso edificio con una dogana che separa l’ala francese. Sull’orario delle FFS l’ala francese è indicata semplicemente col numero dei binari, quindi considerando le 2 stazioni come un'unica entità. Quella delle ferrovie tedesche invece, Basel Badischer, è l’unica stazione ferroviaria delle Deutsche Bahn in suolo straniero, e gode dell’extra territorialità. Un cartello nella hall indica che andando ai binari ci si troverà sotto la giurisdizione tedesca pur essendo ancora in Svizzera.
Fra queste 3 stazioni e le stazioni dell'area gravitante su Basilea esiste un efficiente sistema di linee S-Bahn.
Esiste anche uno scalo merci tra i più grandi d'Europa nella vicina Muttenz.
Basilea ha l'unico porto di carico della Svizzera dal quale le merci passano lungo i tratti navigabili del Reno.

### Aeroporti
L'aeroporto di Basilea-Mulhouse-Friburgo, anche detto “Euroairport” è l'unico aeroporto al mondo gestito da due paesi, Francia e Svizzera. Contrariamente alla convinzione popolare, l'aeroporto si trova completamente su suolo francese, ma direttamente collegato alla Svizzera con la strada doganale dall'aeroporto a Basilea lunga 3,2 km.
L'aeroporto stesso è diviso in due metà architettonicamente indipendenti, una metà serve la parte francese e l'altra metà serve la parte svizzera; c'è un punto doganale al centro dell'aeroporto così che le persone possono "emigrare" all'altro lato dell'aeroporto. Varie compagnie aeree internazionali operano dall'aeroporto, fra l'altro la EasyJet Switzerland, Vueling, KLM Lufthansa, Ryanair, Wizz Air, Swiss International Airlines, Air France, Turkish Airlines, Austrian Airlines e British Airways.

### Mobilità urbana

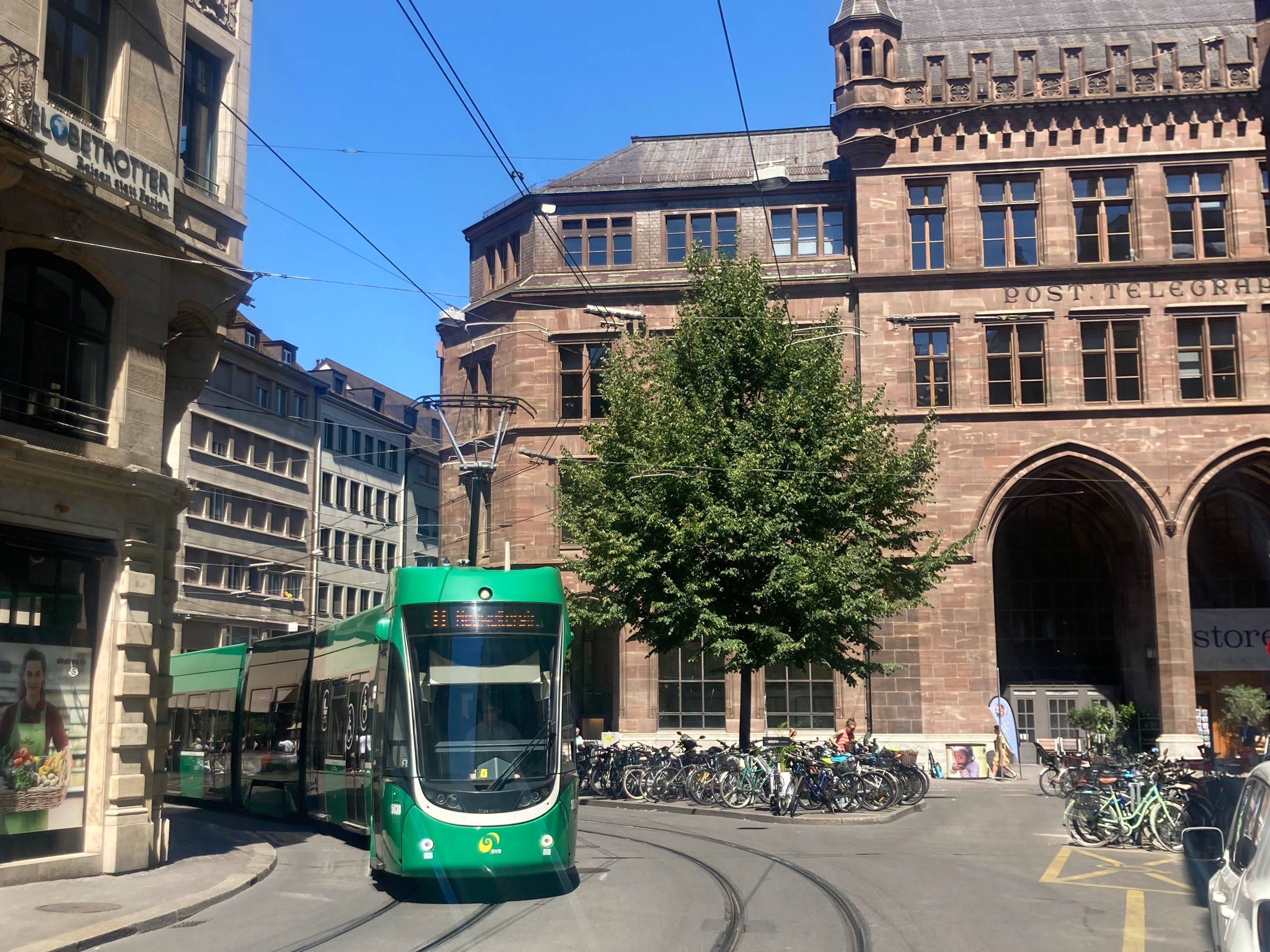
Un tram locale nel centro della città

Basilea ha una vasta rete di trasporto pubblica che serve la città e collega i sobborghi circostanti.
- I locali tram e bus colorati di verde sono gestiti dalla BVB (Basler Verkehrs-Betriebe).
- I bus e i tram colorati di giallo sono gestiti dalla BLT (Baselland Transport) e collegano aree del vicino cantone di Basel-Land alla Basilea centrale.

I tram sono alimentati elettricamente e la flotta di bus è costituita da veicoli elettrici, a gas naturale e da veicoli convenzionali alimentati con gasolio.
La BVB condivide anche linee di bus pendolari in cooperazione con le autorità di transito con la confinante Alsazia in Francia e Baden in Germania.

## Amministrazione

### Gemellaggi
Basilea è gemellata con:
- Shanghai, dal 2007[26]
- Miami Beach, dal 2011[27]
- Massachusetts, dal 2002[28] (più precisamente con il Canton Basilea-Città)

## Sport

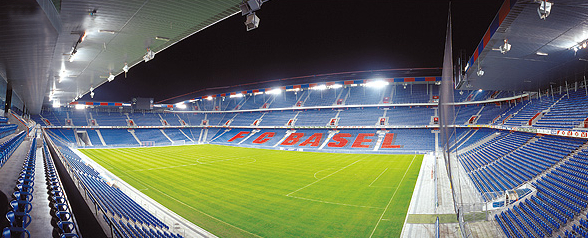
Stadio St. Jakob-Park

Basilea ha, in Svizzera, una reputazione di città sportiva di successo.
Storicamente è conosciuta come luogo di nascita della UEFA (acronimo di Union Européenne de Football Association o Union of European Football Associations, Unione Europea delle Federazioni Calcistiche), avvenuta il 15 giugno 1954.
La squadra di calcio F.C. Basilea conferma questa reputazione nella città che è stata la sede principale svizzera del campionato europeo 2008, organizzato congiuntamente da Svizzera ed Austria, ospitando 3 partite del primo girone (tra cui la gara d'inaugurazione) due quarti di finale e una semifinale, insieme alle sedi marginali di Ginevra, Zurigo e Berna.
Il principale stadio di calcio della città è il St. Jakob-Park con una capienza di 42.500 posti a sedere coperti, seguono poi il Rankhof Stadion e lo Stadion Schützenmatte, entrambi capaci di ospitare fino a 8.000 spettatori.
La squadra di pallacanestro di Basilea, gli Starwings Basket Regio Basel, è l'unica squadra della svizzera tedesca a disputare il campionato professionista svizzero di pallacanestro LNBA. Il 10 aprile 2010 ha vinto la coppa svizzera battendo in finale la SAV Vacallo Basket.
Ogni anno, dal 1970, la St. Jakobshalle ospita lo Swiss Indoors, il più importante torneo tennistico del paese. Proprio di Basilea è originario Roger Federer, considerato uno dei più grandi tennisti di sempre.
A Basilea ha sede la squadra di Hockey su ghiaccio dell'EHC Basel, che disputa le sue partite nell'impianto da circa seimila posti chiamato St. Jakob-Arena.
Annualmente ospita il campionato europeo di skateboard (European Skateboard Championships) e inoltre è sede della IHF, la Federazione Internazionale di Pallamano. I "Flyers" della vicina Therwil è la squadra di Baseball più titolata in Svizzera (13 titoli).

## Galleria d'immagini

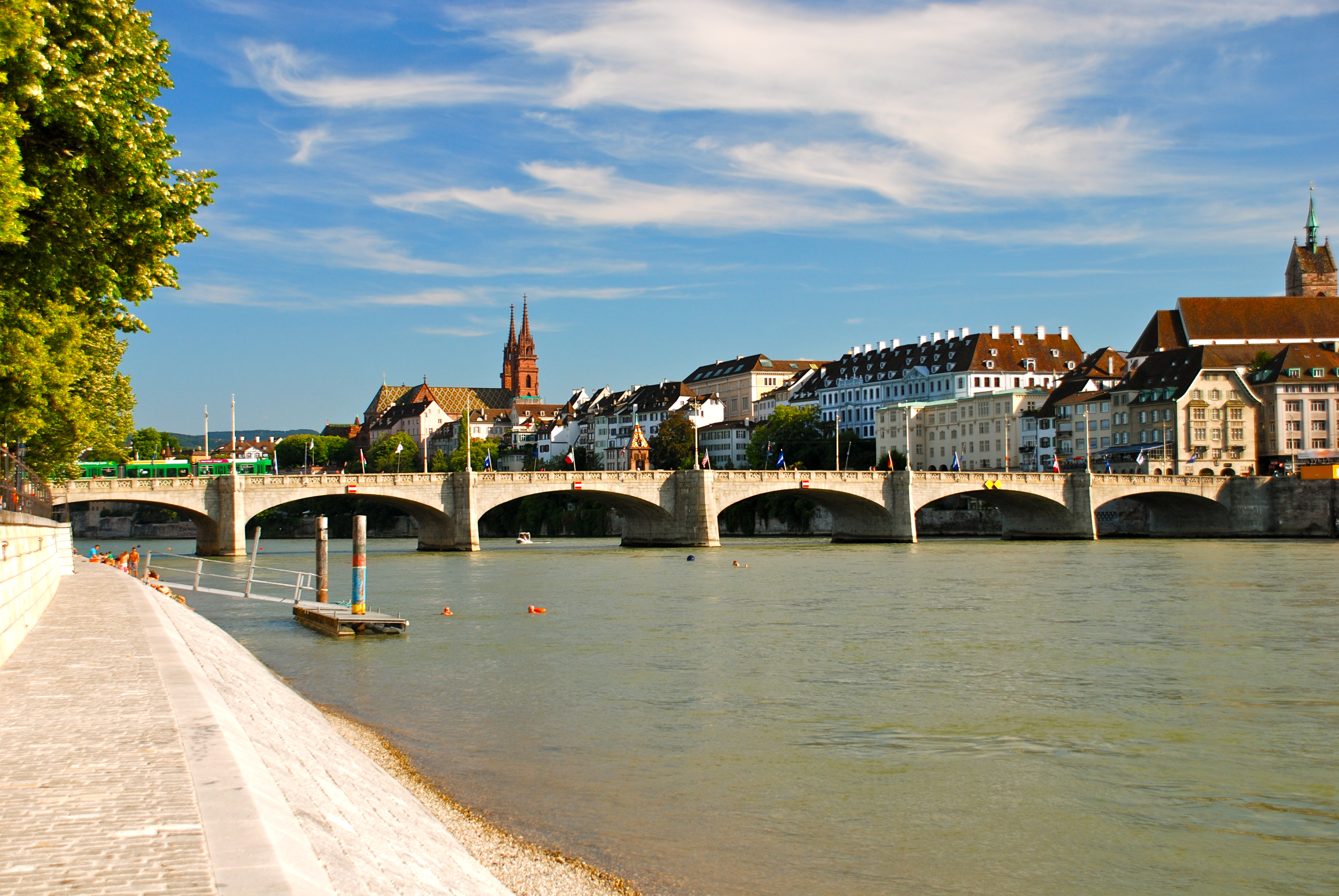
La Mittlere Brücke
Porta Spalentor
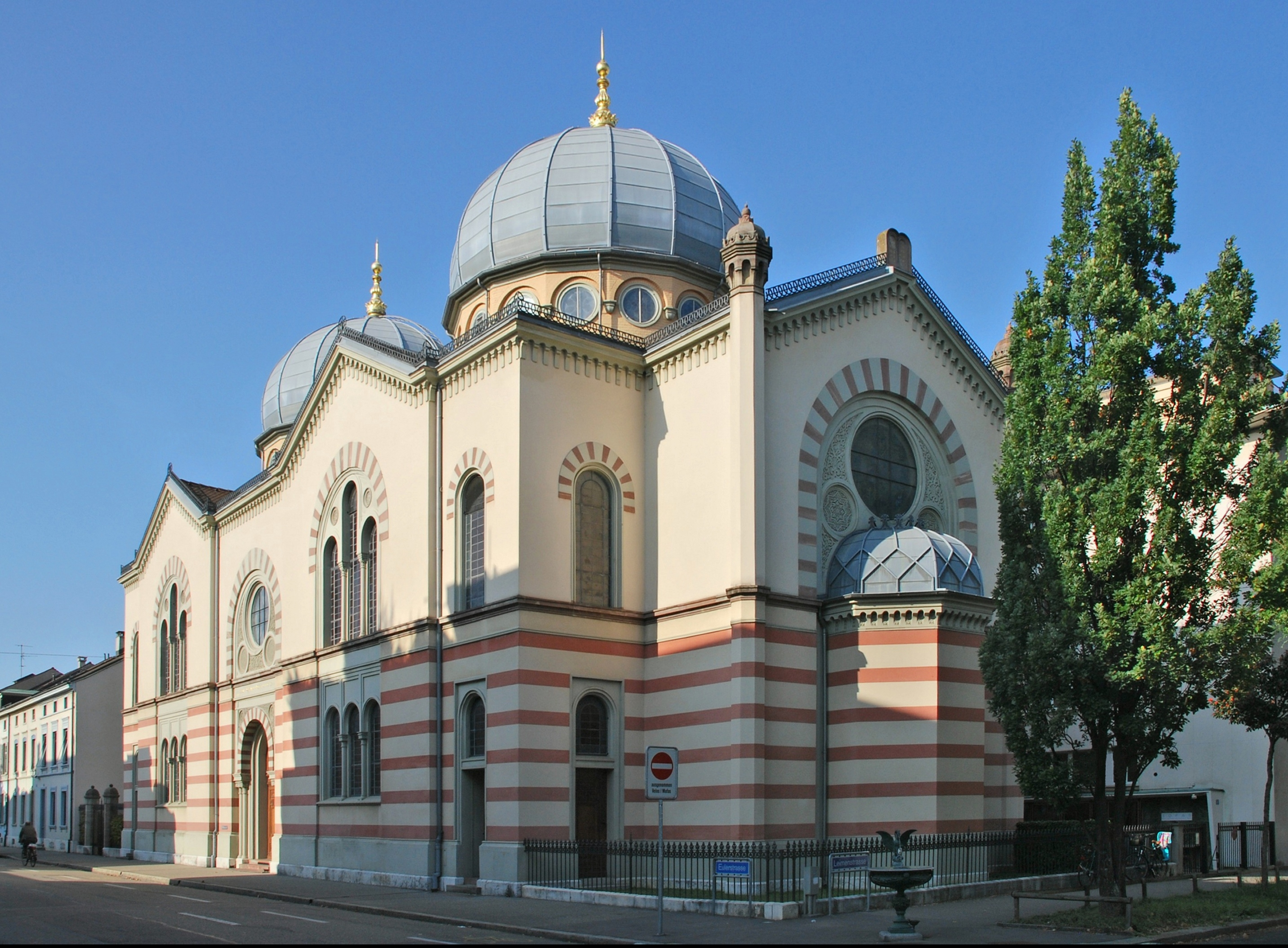
Sinagoga principale di Basilea
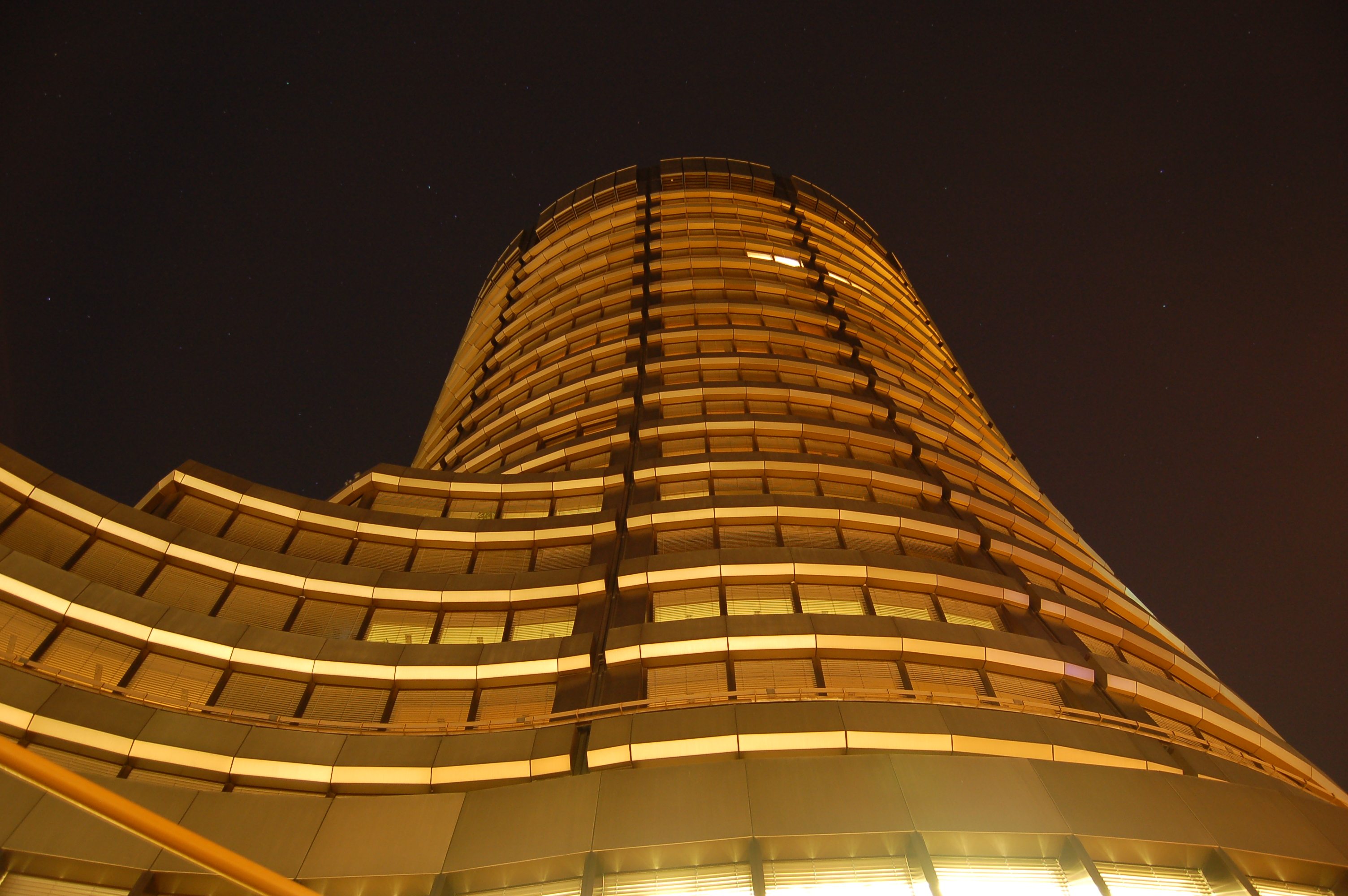
Sede mondiale della Banca dei Regolamenti Internazionali
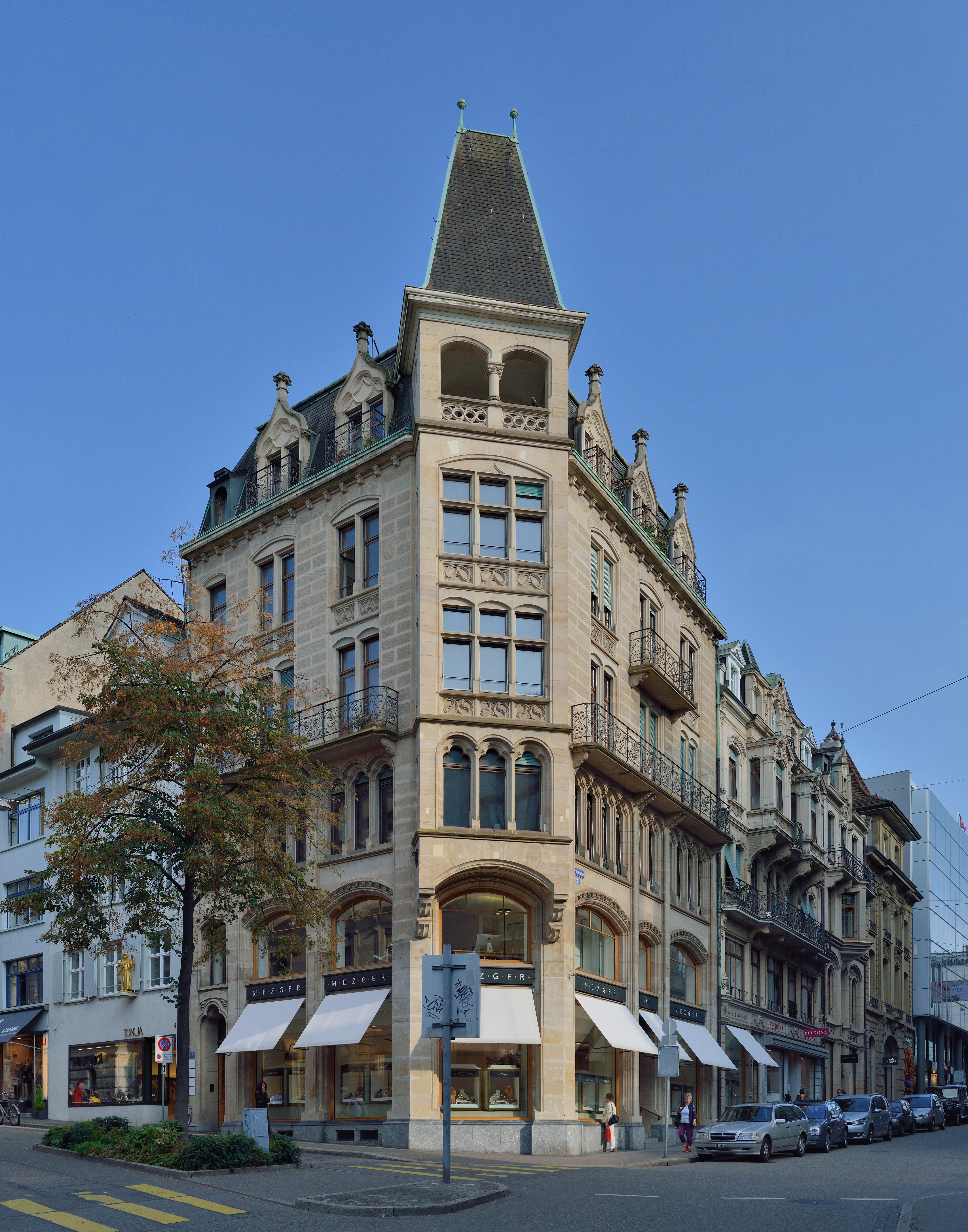
Freie Strasse, via commerciale principale della città
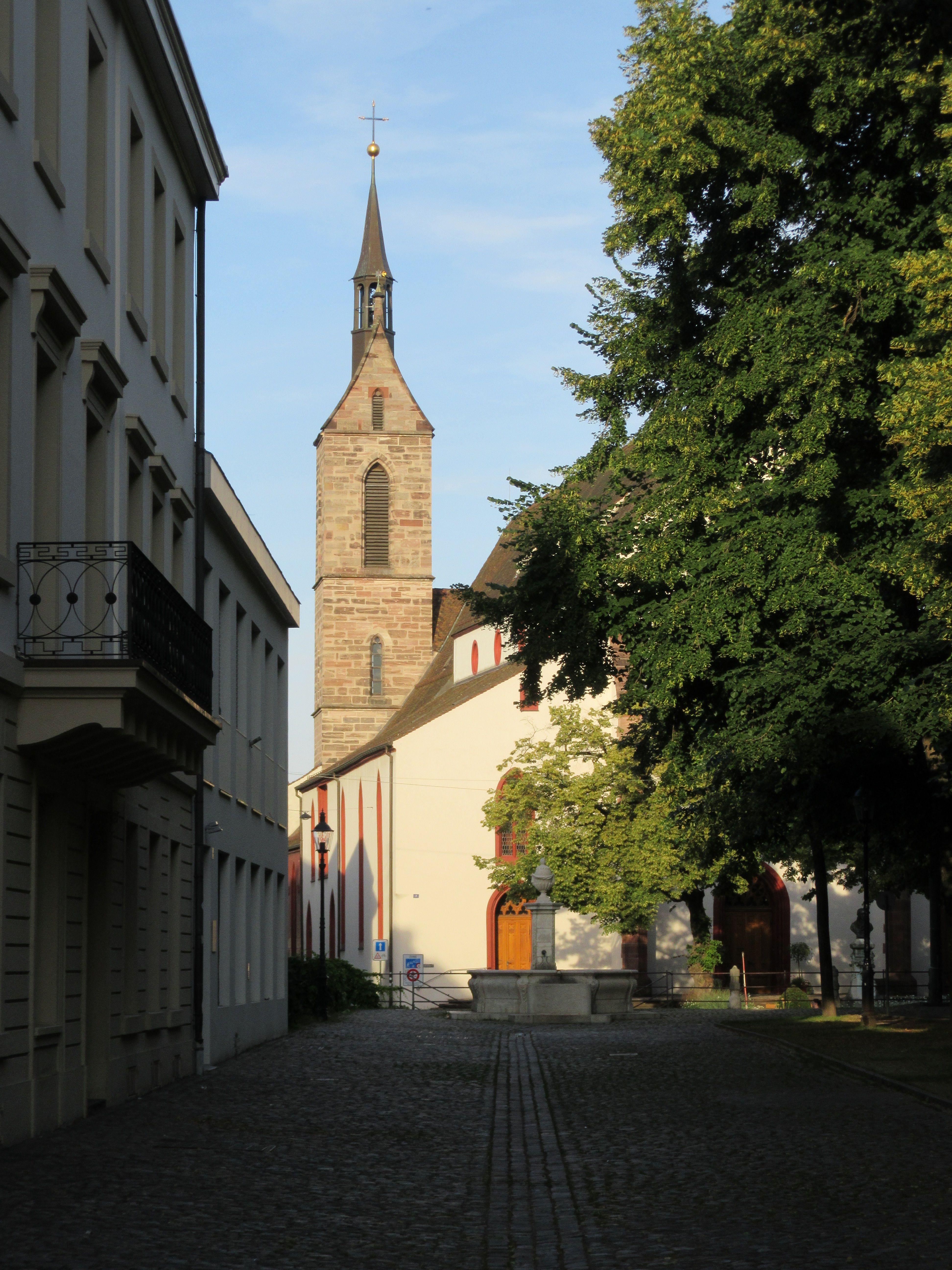
Peterskirche (1529)
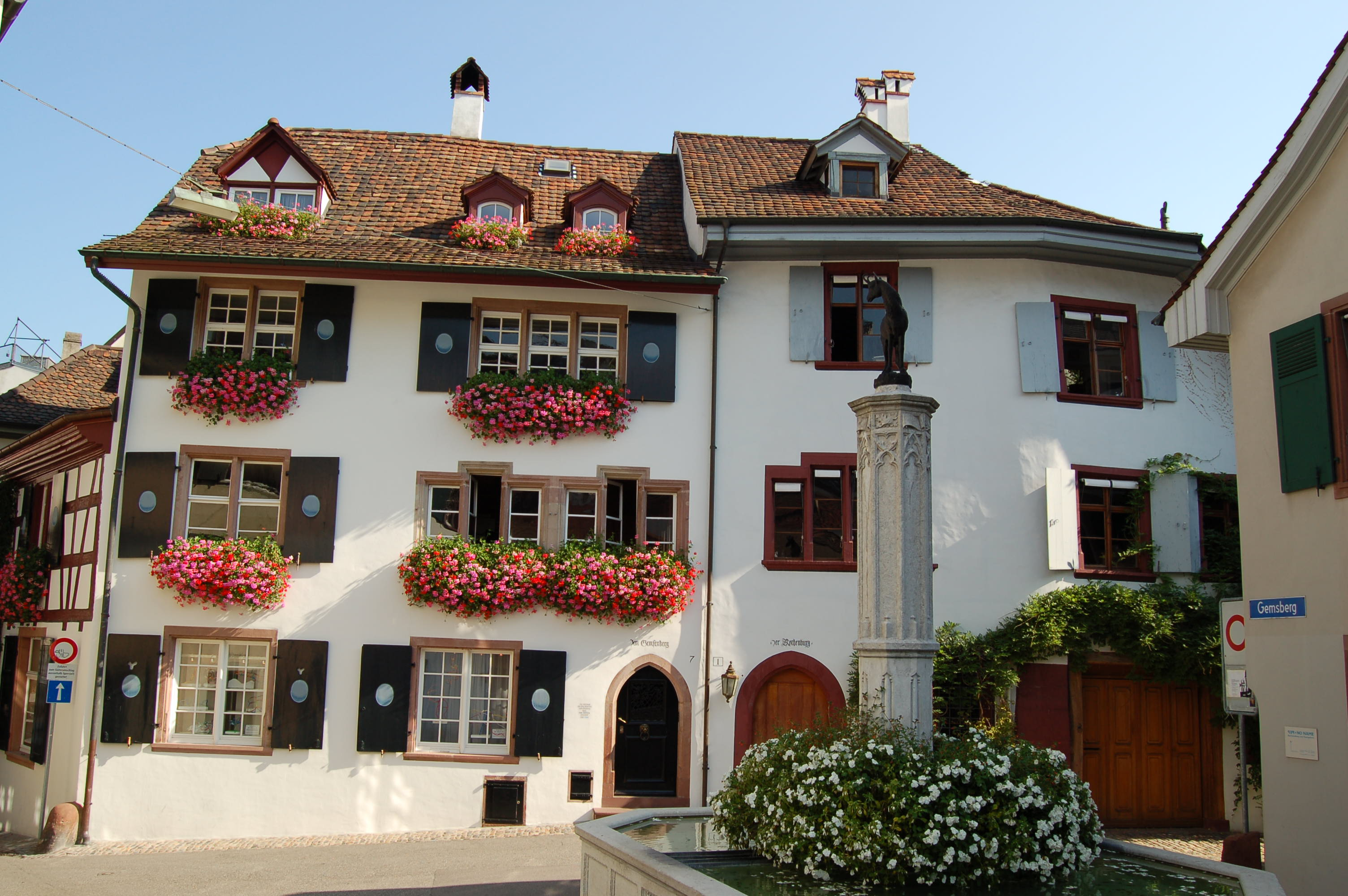
Città Vecchia, Gemsberg
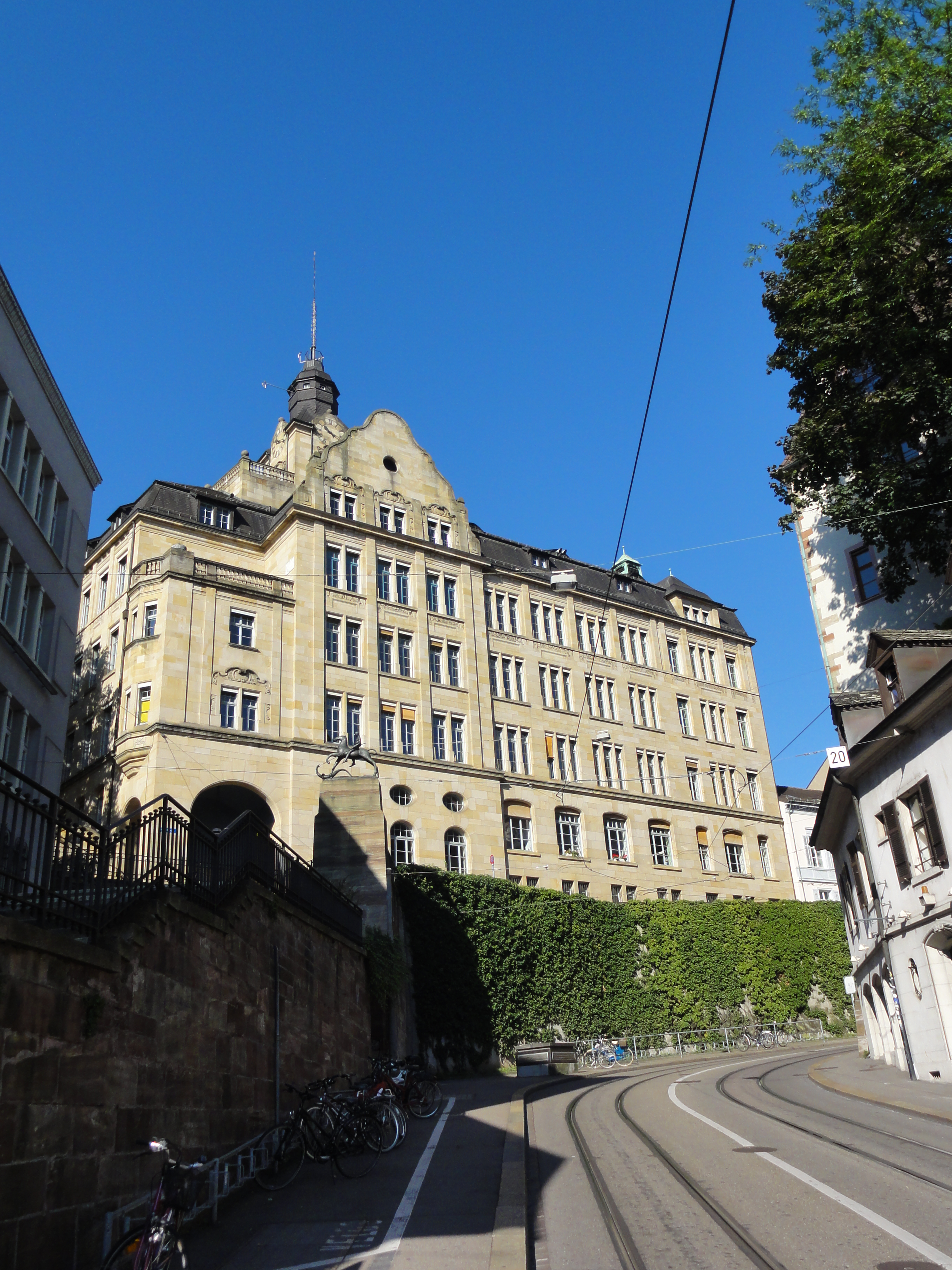
Il liceo Leonhard
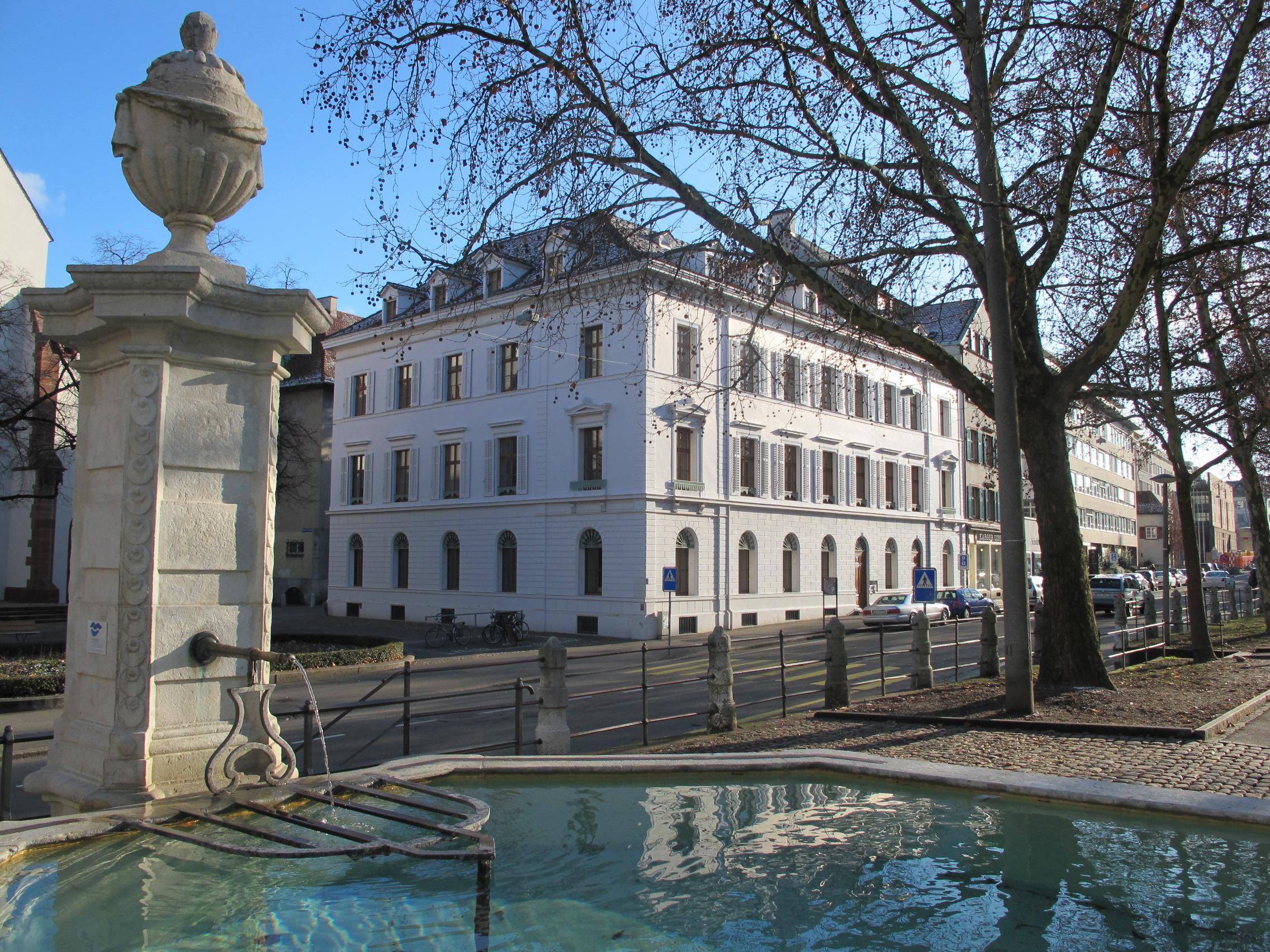
Seminario universitario di musica
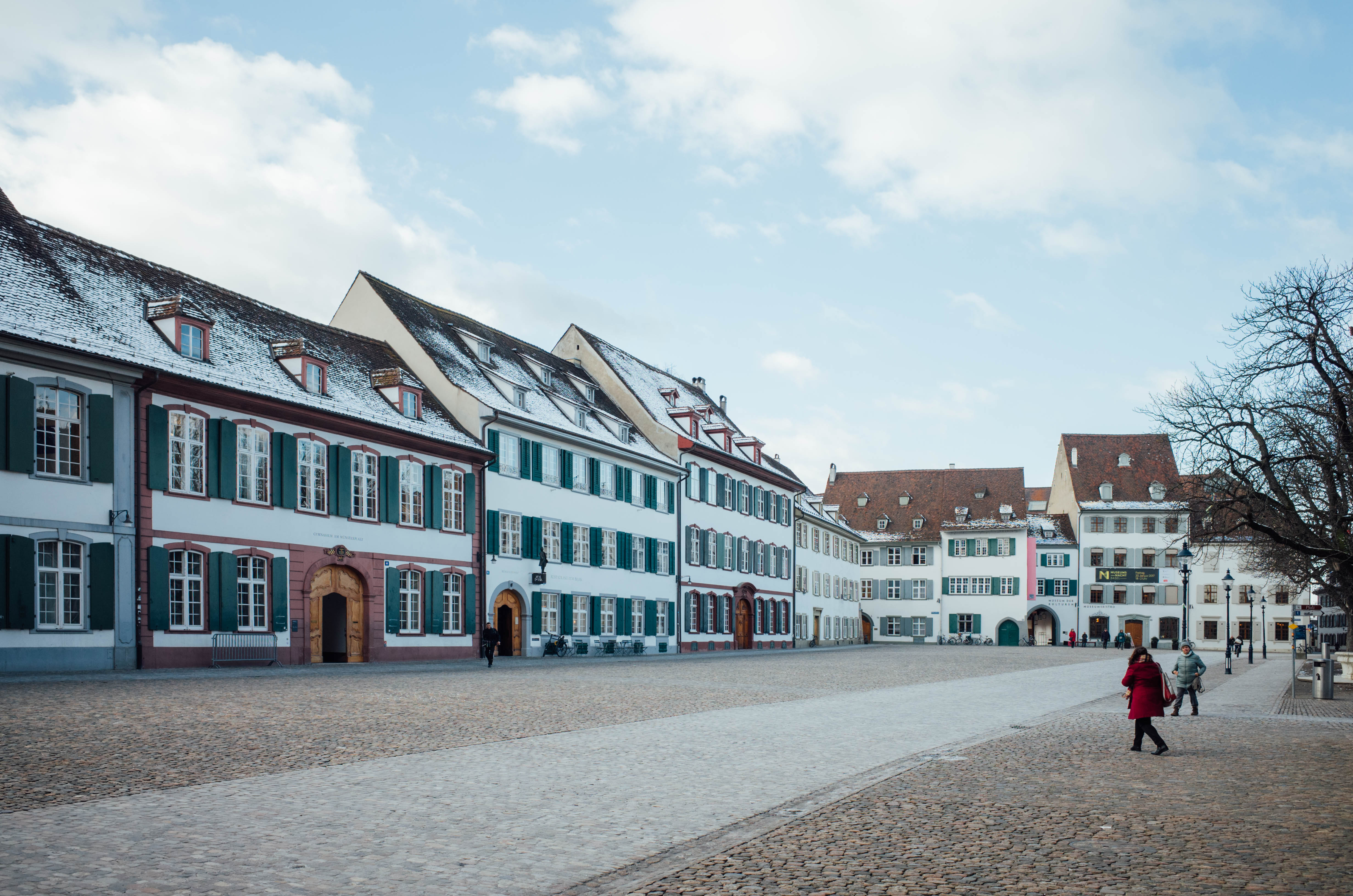
Città vecchia, Münsterplatz
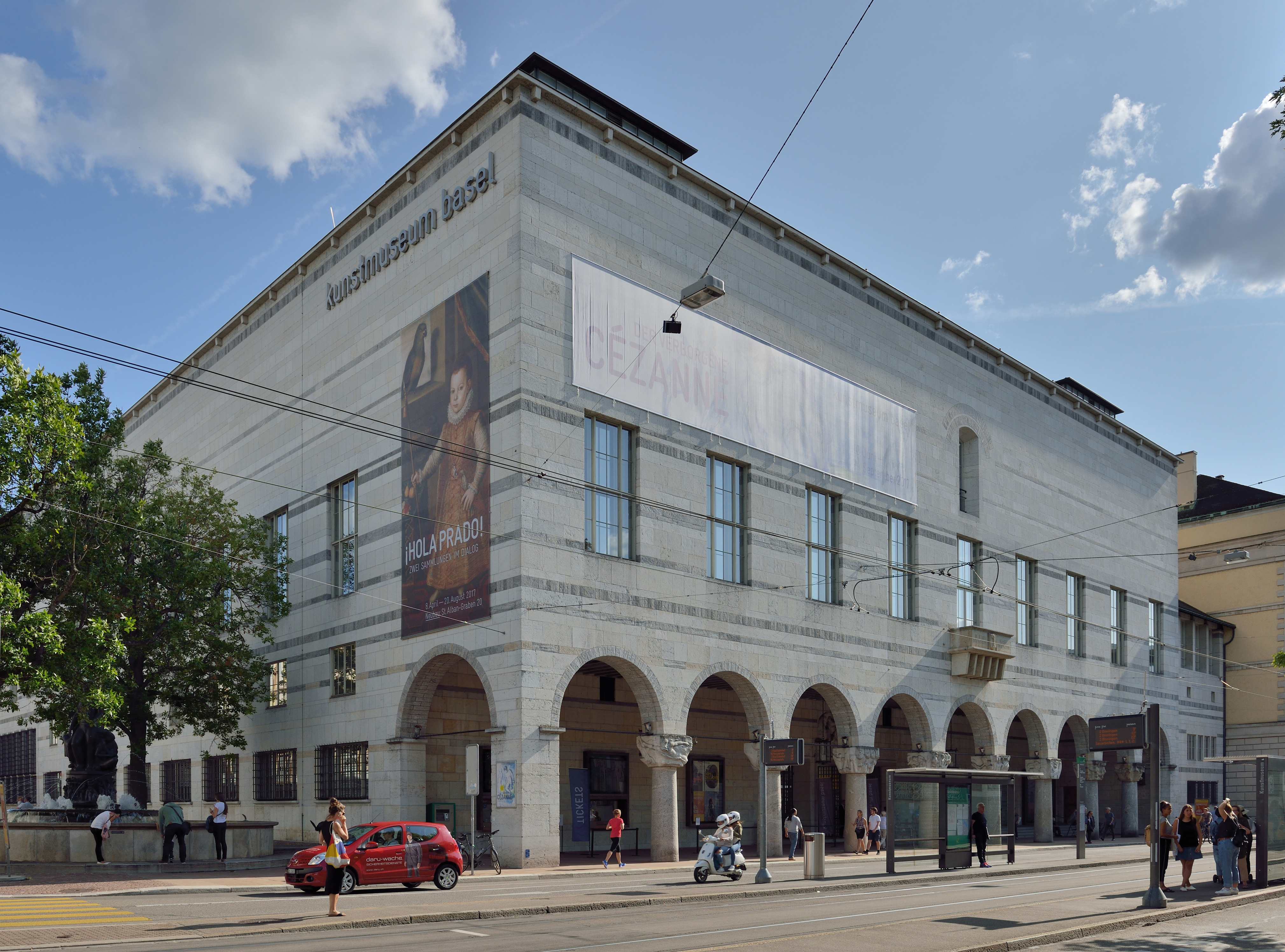
Il museo d'arte di Basilea (primo museo d'arte pubblico al mondo, 1662)
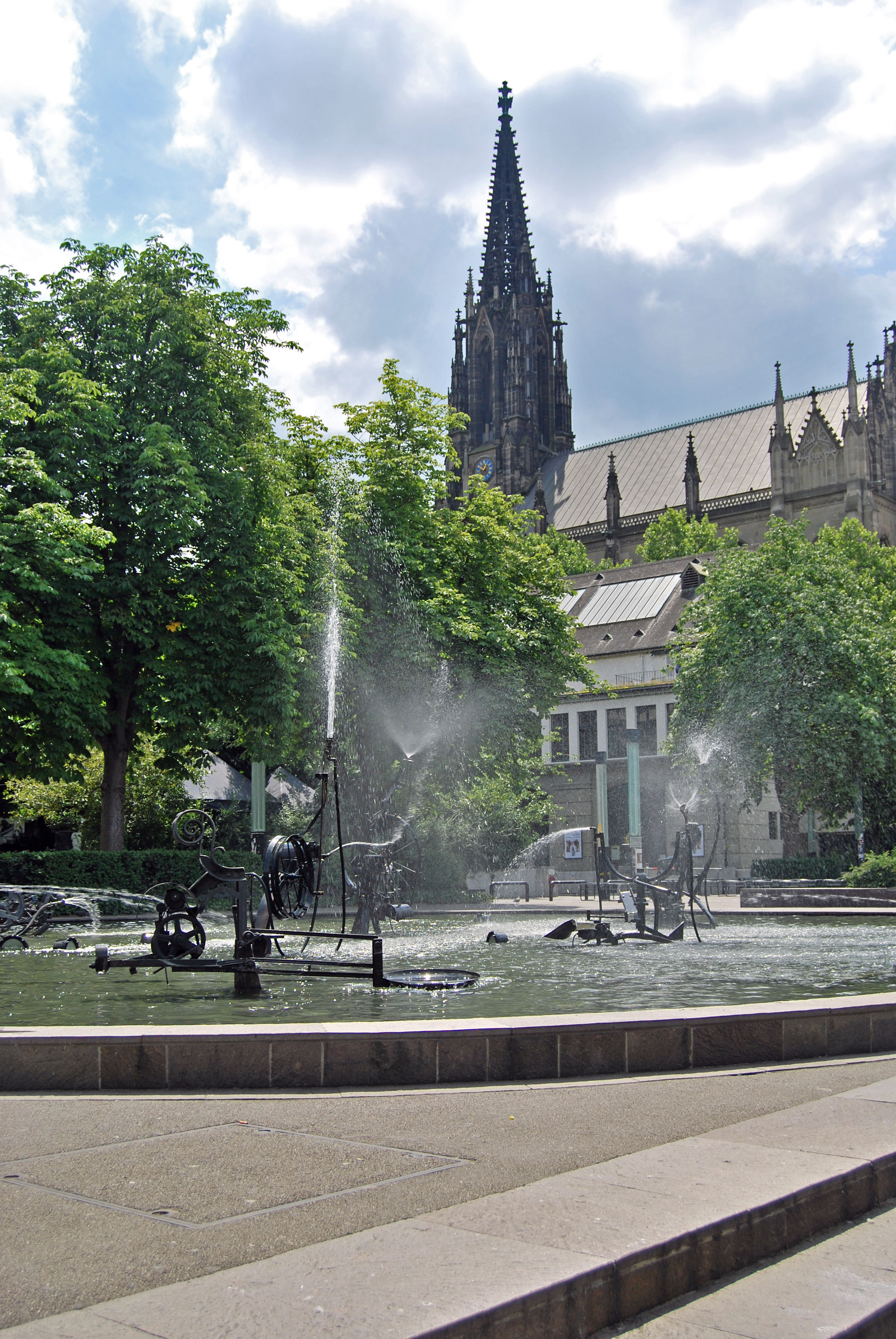
Fontana di Jean Tinguely e Elisabethenkirche
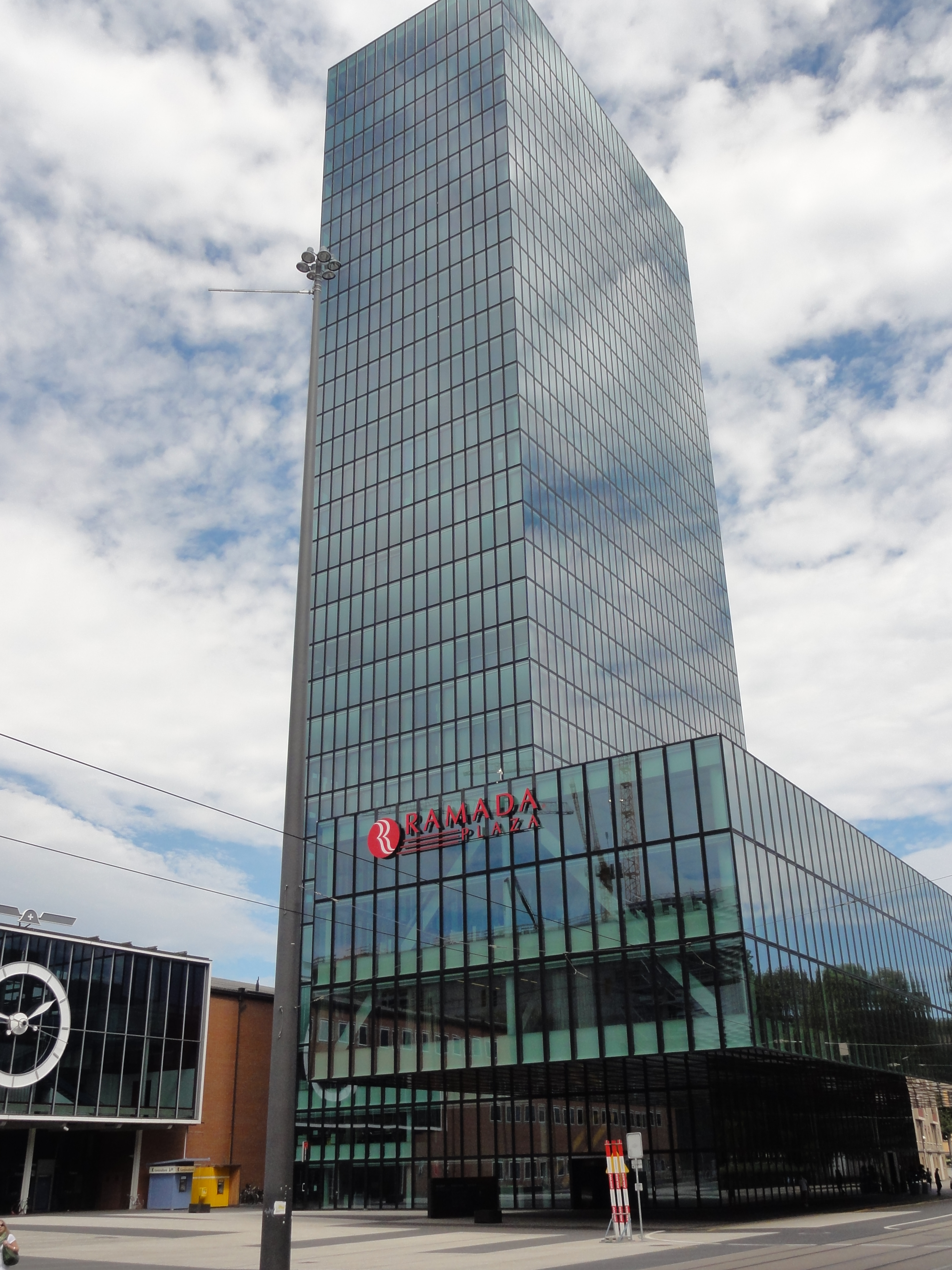
Basler Messeturm
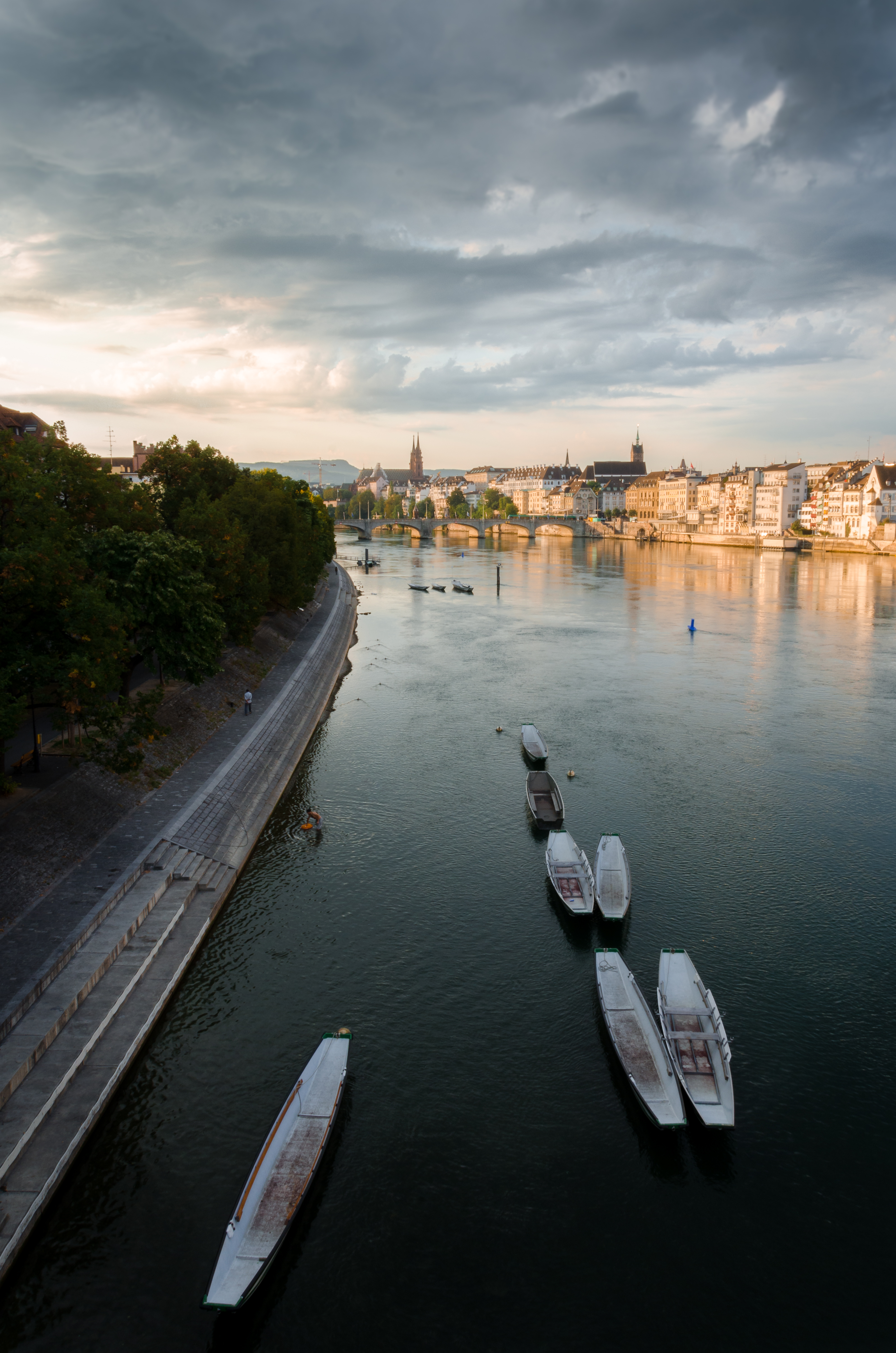
Le sponde del Reno
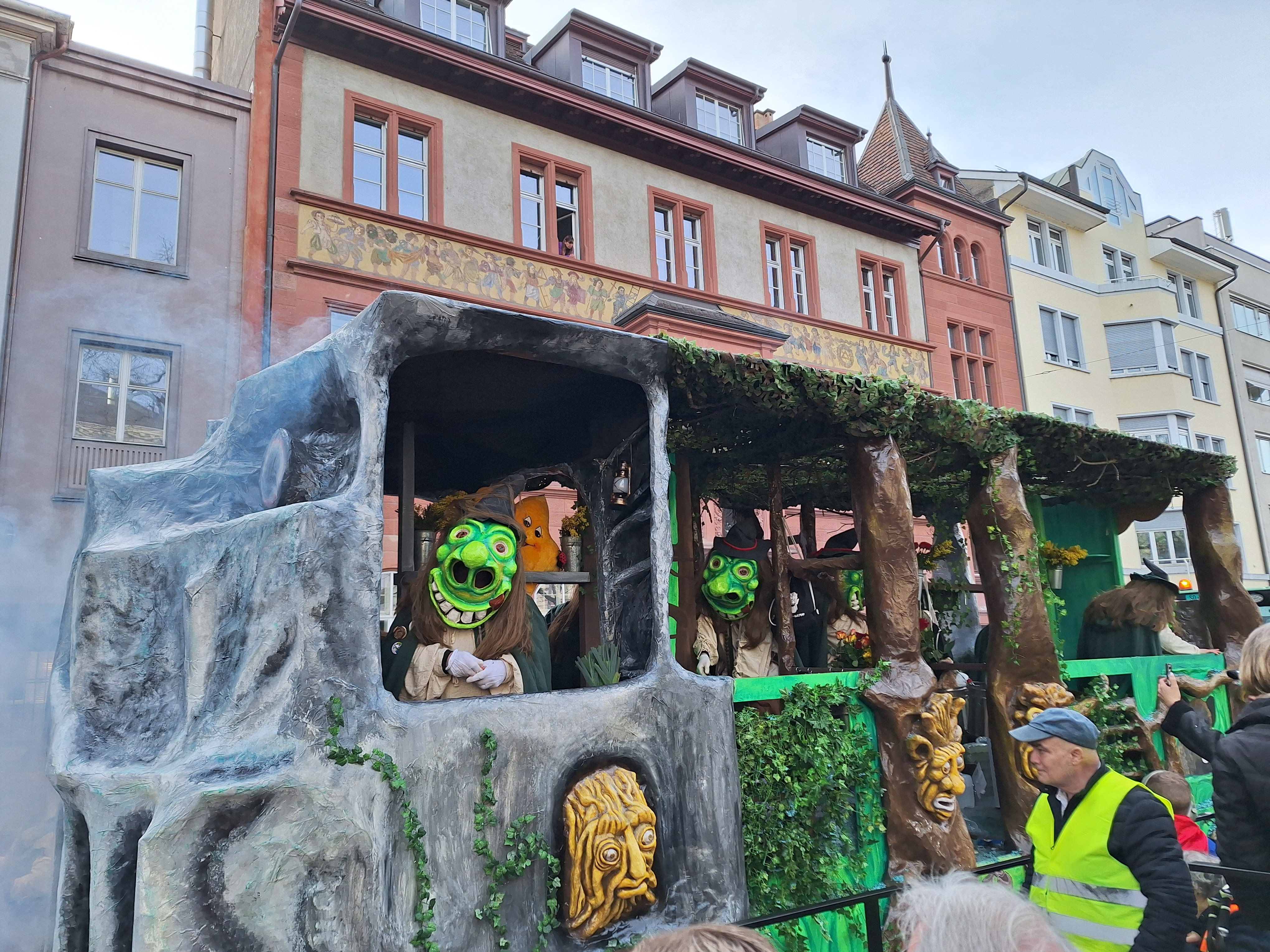
Carro al corteo del Carnevale di Basilea